# Vụ Nổ Lớn

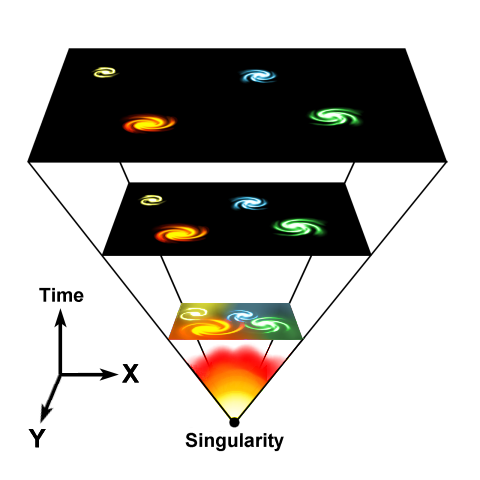
Theo thuyết Vụ Nổ Lớn, vũ trụ bắt nguồn từ một trạng thái vô cùng đặc và vô cùng nóng (điểm dưới cùng). Một lý giải thường gặp đó là không gian tự nó đang giãn nở, khiến các thiên hà đang lùi ra xa lẫn nhau, giống như các điểm trên quả bóng thổi phồng. Hình này minh họa vũ trụ phẳng đang giãn nở.

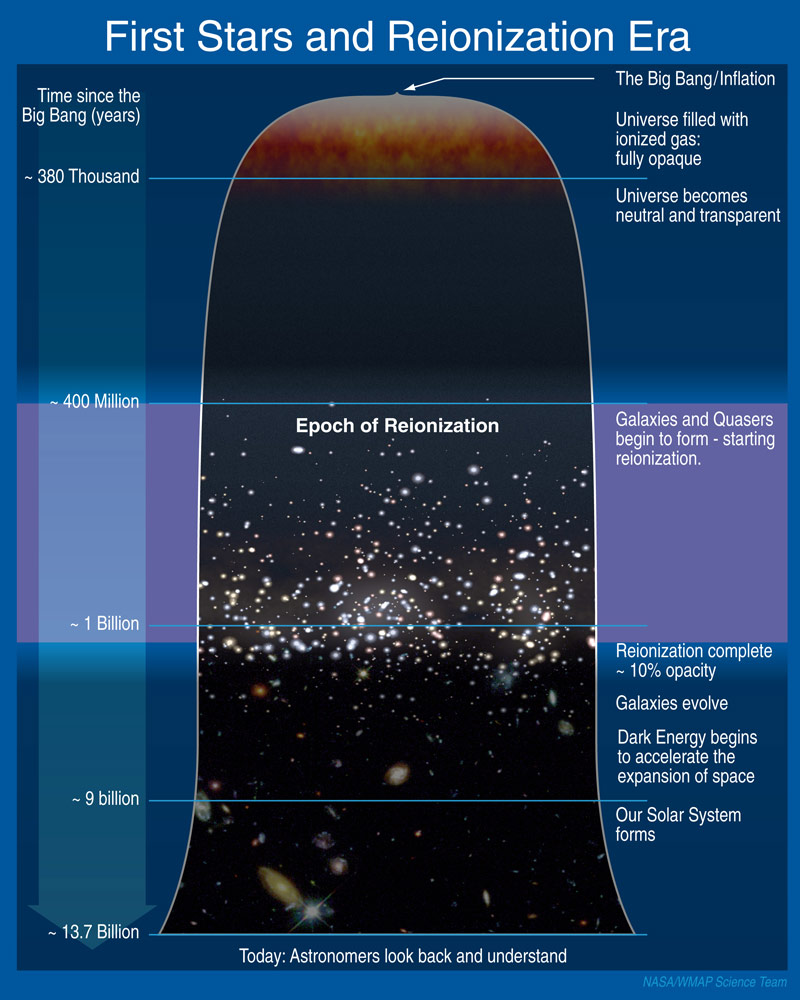
Các giai đoạn tiến hóa của vũ trụ, bắt đầu từ Vụ Nổ Lớn (trên cùng) và giai đoạn giãn nở (ở giữa).Chú thích: First Stars and Reionization Era: những ngôi sao đầu tiên và kỷ nguyên tái ion hóa. Cột bên trái: là thời gian kể từ Vụ Nổ Lớn (năm) (các giá trị chỉ mang tính xấp xỉ, ký hiệu ~) như sau: ~ 380 ngàn năm; ~ 400 triệu năm; ~ 1 tỷ năm; ~ 9 tỷ năm; ~ 13,7 tỷ năm. Cột bên phải: là các giai đoạn xảy ra theo từng năm như sau:
1. The Big Bang / Inflation: Vụ Nổ Lớn / giãn nở.
2. Universe filled with ionized gas: fully opaque: vũ trụ chứa đầy khí ion: hoàn toàn mờ đục (do ánh sáng không lan truyền được).
3. Universe becomes neutral and transparent: vũ trụ trở nên trung tính và "trong suốt" với ánh sáng (nghĩa là ánh sáng đã có thể di chuyển tự do, kết thúc giai đoạn mờ đục).
4. Galaxies and Quasars begin to form – starting reionization: thiên hà và chuẩn tinh bắt đầu hình thành – bắt đầu tái ion hóa.
5. Epoch of Reionization: kỷ nguyên tái ion hoá.
6. Reionization complete ~ 10% opacity: hoàn thành quá trình tái ion hóa ~ 10% độ mờ đục.
7. Galaxies evolve: các thiên hà phát triển.
8. Dark Energy begins to accelerate the expansion of space: năng lượng tối bắt đầu làm tăng tốc tốc độ giãn nở của không gian.
9. Our Solar System forms: Hệ Mặt Trời bắt đầu hình thành.
10. Today: Astronomers look back and understand: hôm nay: các nhà thiên văn học nhìn lại và hiểu.

Lý thuyết Vụ Nổ Lớn, thường gọi theo tiếng Anh là Big Bang, là mô hình vũ trụ học nổi bật miêu tả giai đoạn sơ khai của sự hình thành vũ trụ. Theo lý thuyết này, Vụ Nổ Lớn xảy ra cách đây khoảng 13,8 tỷ năm trước, do đó được xem là tuổi của vũ trụ (các đo lường hiện tại về độ tuổi của vũ trụ là 13,787 ± 0,020 tỉ năm trong mô hình kết hợp Lambda-CDM tính vào năm 2018). Sau giai đoạn này, vũ trụ ở vào trạng thái cực nóng và đặc rồi bắt đầu giãn nở nhanh chóng. Sau giai đoạn lạm phát, vũ trụ đủ "lạnh" để hình thành nhiều hạt hạ nguyên tử, bao gồm proton, neutron, và electron. Tuy những hạt nhân nguyên tử đơn giản có thể hình thành nhanh chóng sau Big Bang, phải mất hàng nghìn năm sau các nguyên tử trung hòa điện mới xuất hiện. Nguyên tố đầu tiên sinh ra là hiđrô, cùng với lượng nhỏ heli và lithi. Những đám mây khổng lồ chứa các nguyên tố nguyên thủy sau đó hội tụ lại bởi hấp dẫn để hình thành nên các ngôi sao và các thiên hà rồi siêu đám thiên hà, và nguyên tố nặng hơn hoặc được tổng hợp trong lòng ngôi sao hoặc sinh ra từ các vụ nổ siêu tân tinh. Thuyết Vụ Nổ Lớn là một lý thuyết khoa học đã được kiểm chứng và được cộng đồng khoa học chấp nhận rộng rãi. Nó đưa ra cách giải thích hoàn thiện về nhiều loại hiện tượng quan sát thấy trong vũ trụ, bao gồm sự có mặt của những nguyên tố nhẹ, bức xạ nền vi sóng vũ trụ (CMB), cấu trúc vĩ mô của vũ trụ và định luật Hubble (hay định luật Hubble–Lemaître) đối với siêu tân tinh loại Ia. Những ý tưởng chính trong Vụ Nổ Lớn—sự giãn nở của vũ trụ, trạng thái cực nóng lúc sơ khai, sự hình thành của heli và sự hình thành các thiên hà—được suy luận ra từ những quan sát này và những quan sát khác độc lập với mọi mô hình vũ trụ học. Các nhà vật lý biết rằng khoảng cách giữa các đám thiên hà đang tăng lên, và họ lập luận rằng mọi thứ đã phải ở gần nhau hơn khi trở về quá khứ. Ý tưởng này đã được xem xét một cách chi tiết khi quay ngược trở lại thời gian đến thời điểm vật chất có mật độ và nhiệt độ cực cao, và những máy gia tốc hạt lớn đã được xây dựng nhằm thực hiện các thí nghiệm gần giống với thời điểm sơ khai, mang lại kết quả thúc đẩy phát triển cho mô hình. Mặt khác, những máy gia tốc chỉ có mức năng lượng bắn phá hạt giới hạn để có thể nghiên cứu miền năng lượng cao của các hạt cơ bản. Có rất ít manh mối về thời điểm sớm nhất sau sự giãn nở. Do đó, lý thuyết Vụ Nổ Lớn không thể và không cung cấp bất kỳ cách giải thích hay miêu tả nào về điểm khởi nguyên này; thay vào đó nó miêu tả và giải thích sự tiến hóa chung của vũ trụ sau thời điểm lạm phát. Nhà vũ trụ học và linh mục Georges Lemaître là người đầu tiên đề xuất cái mà sau này trở thành lý thuyết Vụ Nổ Lớn trong nghiên cứu của ông về "giả thuyết về nguyên tử nguyên thủy." Trong nhiều năm, các nhà vật lý dựa trên ý tưởng ban đầu của ông nhằm xây dựng lên các lý thuyết khác nhau và dần dần được tổng hợp lại thành lý thuyết hiện đại. Khuôn khổ cho lý thuyết dựa trên thuyết tương đối rộng của nhà vật lý Albert Einstein và trên giả thiết đơn giản về tính đồng nhất và đẳng hướng của không gian. Dựa vào phương trình trường Einstein, nhà vũ trụ học Alexander Friedmann đã tìm ra được các phương trình chi phối sự tiến hóa của vũ trụ. Năm 1929, nhà thiên văn Edwin Hubble phát hiện ra khoảng cách giữa các thiên hà tỷ lệ với giá trị dịch chuyển đỏ của chúng—một khám phá mà trước đó Lemaître đã nêu ra từ 1927. Quan sát của Hubble cho thấy mọi thiên hà ở rất xa cũng như các siêu đám thiên hà đang lùi ra xa khỏi Ngân Hà: nếu chúng càng ở xa, vận tốc lùi xa của chúng càng lớn. Từng có thời gian cộng đồng các nhà khoa học chia làm hai nhóm giữa một bên ủng hộ thuyết Vụ Nổ Lớn và một bên ủng hộ thuyết Trạng thái dừng, nhưng ngày nay hầu hết các nhà khoa học bị thuyết phục bởi kịch bản của lý thuyết Vụ Nổ Lớn phù hợp nhất với các quan sát đo lường sau khi bức xạ nền vi sóng vũ trụ phát hiện ra vào năm 1964, và đặc biệt khi phổ của nó (lượng bức xạ đo được ứng với mỗi bước sóng) được phát hiện phù hợp với bức xạ vật đen. Từ đó, các nhà thiên văn vật lý đã kết hợp những dữ liệu lớn trong quan sát và đưa thêm những tính toán lý thuyết vào mô hình Vụ Nổ Lớn, và mô hình tham số của nó hay mô hình Lambda-CDM trở thành khuôn khổ lý thuyết cho những nghiên cứu hiện đại về vũ trụ học.

## Khái quát

### Tiến trình Vụ Nổ Lớn
Khi ấy, các nhà khoa học quay ngược thời gian của sự giãn nở vũ trụ sử dụng thuyết tương đối tổng quát sẽ thu được một trạng thái mật độ và nhiệt độ có giá trị vô hạn ở thời gian hữu hạn trong quá khứ. Điểm kỳ dị không–thời gian này chính là dấu hiệu vượt ngoài phạm vi tiên đoán của thuyết tương đối tổng quát. Các nhà khoa học có thể ngoại suy nhằm nghiên cứu điểm kỳ dị nhưng không thể gần đến lúc kết thúc kỷ nguyên Planck. Điểm kì dị trước kỷ nguyên Planck gọi là "Vụ Nổ Lớn", nhưng thuật ngữ cũng có thể nhắc đến thời điểm sớm hơn một chút, khi vũ trụ là điểm cực nóng và đậm đặc, và có thể xem là "khởi sinh" của vũ trụ. Dựa trên quan trắc siêu tân tinh loại Ia về sự giãn nở không thời gian, đo lường về những thăng giáng nhỏ trong bức xạ nền vi sóng và đo về hàm tương quan của các thiên hà, các nhà vật lý tính được vũ trụ có tuổi 13,772 ± 0,059 tỷ năm. Sự phù hợp về độ tuổi tính theo ba phương pháp đo lường độc lập này ủng hộ một cách thuyết phục mô hình ΛCDM mô tả chi tiết về thành phần vật chất trong vũ trụ. Tháng 3 năm 2013 dữ liệu mới thu được từ tàu Planck cho kết quả tuổi vũ trụ 13,798 ± 0,037 tỷ năm.
Có rất nhiều tính toán và mô hình về pha sớm nhất của Vụ Nổ Lớn. Trong những mô hình phổ biến nhất vũ trụ ban đầu được choán đầy bởi vật chất, năng lượng phân bố đồng nhất và đẳng hướng với mật độ năng lượng cực lớn cũng như áp suất và nhiệt độ rất cao, sau đó điểm kì dị này nhanh chóng giãn nở và lạnh đi. Sự giãn nở là ở bản chất của không gian giãn nở, chứ không phải là vật chất và năng lượng "nở ra" vào một không gian cố định trước đó. Khoảng xấp xỉ thời điểm 10−36 giây trong giai đoạn giãn nở, một sự chuyển pha là nguyên nhân gây ra sự giãn nở lạm phát của vũ trụ, khi thể tích của vũ trụ mở rộng tăng theo hàm mũ diễn ra trong khoảng thời gian rất ngắn đến thời điểm giữa 10−33 và 10−32 giây. Sự giãn nở này, do Alan Guth đề xuất, nguyên nhân là do có một "hằng số vũ trụ học" giá trị lớn và dương làm giãn nở không gian, nhưng sau giai đoạn lạm phát hằng số này lại biến mất. Sau giai đoạn lạm phát, kích thước vũ trụ đã tăng lên gấp 1030 so với kích thước ban đầu. Khi giai đoạn lạm phát kết thúc, vũ trụ lúc này chứa pha vật chất plasma quark–gluon, cũng như các hạt cơ bản khác. Lý thuyết lạm phát không những giải thích sự đồng nhất và đẳng hướng của không gian mà còn ở những thăng giáng nhỏ trong nhiệt độ của CMB. Nhiệt độ lúc này vẫn rất cao do vậy chuyển động ngẫu nhiên của các hạt là chuyển động với vận tốc tương đối tính, và sự sinh các cặp hạt–phản hạt liên tục tạo ra và hủy các cặp hạt này trong các va chạm. Ở một thời điểm chưa được biết chính xác, các nhà vật lý đề xuất tồn tại một pha gọi là "nguồn gốc phát sinh baryon" (baryongenesis) trong đó các phản ứng giữa vật chất và phản chất có sự vi phạm định luật bảo toàn số baryon, dẫn đến sự hình thành một lượng dư thừa rất nhỏ các hạt quark và lepton so với lượng phản quark và phản lepton— với tỷ lệ khoảng một hạt vật chất dư ra trên 30 triệu phản ứng. Kết quả này dẫn đến sự vượt trội về vật chất so với phản vật chất trong vũ trụ ngày nay.
Vũ trụ tiếp tục giảm nhiệt độ và mật độ, hay động năng của các hạt tiếp tục giảm (những sự giảm này là do không thời gian tiếp tục giãn nở). Hiện tượng phá vỡ đối xứng ở giai đoạn chuyển pha đưa đến hình thành riêng rẽ các tương tác cơ bản của vật lý và những tham số của các hạt sơ cấp mà chúng có như ngày nay. Sau khoảng 10−11 giây, chỉ còn ít tính chất của tiến trình vụ nổ mang tính ước đoán, do năng lượng của các hạt giảm xuống giá trị mà các nhà vật lý hạt có thể đánh giá và đo được trong các thí nghiệm trên máy gia tốc. Đến 10−6 giây, hạt quark và gluon kết hợp lại thành baryon như proton và neutron. Một lượng dư thừa quark so với phản quark dẫn đến hình thành lượng baryon vượt trội so với phản baryon. Nhiệt độ lúc này không đủ cao để phản ứng sinh cặp proton–phản proton xảy ra (và tương tự cho sinh cặp neutron–phản neutron), do vậy sự hủy khối lượng ngay lập tức xảy ra để lại đúng 1 hạt trong 1010 hạt proton và neutron, và không hạt nào có phản hạt của chúng. Một quá trình tương tự diễn ra khoảng 1 giây cho cặp hạt electron và positron. Sau quá trình hủy cặp hạt–phản hạt, vũ trụ chỉ còn lại các proton, neutron và electron và những hạt này không còn chuyển động với vận tốc tương đối tính nữa và mật độ năng lượng của Vũ trụ chứa chủ yếu photon (với một lượng nhỏ là đóng góp của neutrino).
Một vài phút sau sự giãn nở, khi nhiệt độ lúc này giảm xuống 1 tỷ (109; SI) kelvin và mật độ tương đương với mật độ không khí, lúc này hạt neutron kết hợp với proton để hình thành lên hạt nhân deuteri và heli trong quá trình gọi là phản ứng tổng hợp hạt nhân Vụ Nổ Lớn. Hầu hết những proton không tham gia phản ứng kết hợp trở thành proton tự do và chính là hạt nhân của nguyên tử hiđrô. Vũ trụ tiếp tục lạnh đi, mật độ năng lượng và khối lượng nghỉ của vật chất trở lên lấn át về lực hấp dẫn so với bức xạ photon. Sau khoảng 379.000 năm, nhiệt độ vũ trụ lúc này khoảng 3.000 K electron và hạt nhân bắt đầu kết hợp lại với nhau tạo nên nguyên tử (chủ yếu là hiđrô); và bức xạ photon không tương tác với electron tự do, nó không còn bị cản trở bởi plasma và lan truyền tự do trong không gian. Bức xạ tàn dư này chính là bức xạ phông vi sóng vũ trụ.
Trong thời gian dài, những vùng có mật độ vật chất tập trung hơi lớn hơn so với sự phân bố đồng đều của vật chất sẽ dần dần tạo ảnh hưởng lực hút hấp dẫn lên vật chất bên cạnh, và kết quả hình thành những vùng có mật độ tập trung vật chất lớn, hình thành lên các đám mây khí, sao, thiên hà, và những cấu trúc lớn khác trong vũ trụ quan sát được ngày nay. Chi tiết về quá trình này phụ thuộc vào lượng và kiểu vật chất trong vũ trụ. Có bốn loại vật chất mà các nhà vật lý đưa ra là vật chất tối lạnh, vật chất tối ấm, vật chất tối nóng, và vật chất baryon. Những kết quả khảo sát chính xác nhất (từ WMAP và tàu Planck) cho thấy dữ liệu phù hợp với giá trị của mô hình Lambda-CDM ở đây mô hình dựa trên vật chất tối lạnh (vật chất tối nóng bị loại trừ bởi pha tái sinh ion), và ước lượng chiếm khoảng 23% (WMAP) và mới nhất 26,8% (Planck) của tổng năng lượng/vật chất, trong khi vật chất baryon chiếm 4.9%. Trong "mô hình mở rộng" bao gồm vật chất tối nóng trong dạng của neutrino, thì nếu "mật độ baryon vật lý" Ωbh2 được ước lượng bằng 0,023 (giá trị này khác với giá trị 'mật độ baryon' Ωb biểu diễn theo tỷ lệ mật độ tổng vật chất/năng lượng, mà giá trị WMAP đo được 0,046), và tương ứng mật độ vật chất tối lạnh Ωch2 vào khoảng 0,11, thì mật độ neutrino tương ứng Ωvh2 ước lượng nhỏ hơn 0,0062.
Những số liệu quan sát độc lập từ các vụ nổ siêu tân tinh loại Ia và CMB cho thấy ngày nay Vũ trụ bị thống trị bởi dạng năng lượng bí ẩn gọi là năng lượng tối, và dường như chúng thấm vào mọi vùng không thời gian và như một dạng áp suất âm, đẩy mọi thứ ra xa. Quan sát mới nhất cho kết quả năng lượng tối chiếm 68,3% tổng mật độ năng lượng trong vũ trụ quan sát được ngày nay. Khi vũ trụ còn sơ khai, có thể nó đã chứa năng lượng tối, nhưng do thể tích không gian nhỏ hơn và mọi thứ vẫn đang ở gần nhau, lúc này lực hấp dẫn mạnh hơn và hút vật chất về nhau, và dần dần làm chậm lại sự giãn nở của không thời gian. Nhưng sau hàng tỷ năm giãn nở, năng lượng tối lại vượt trội lực hấp dẫn và như miêu tả bởi định luật Hubble nó đang làm sự giãn nở của không thời gian tăng tốc. Trong mô hình vũ trụ học Lambda-CDM, năng lượng tối thể hiện ở dạng đơn giản nhất thông qua hằng số vũ trụ học Λ xuất hiện trong phương trình trường Einstein của thuyết tương đối rộng, nhưng bản chất và cơ chế hoạt động của hằng số này vẫn còn là câu hỏi lớn, và nói chung, chi tiết của phương trình trạng thái vũ trụ học và mối liên hệ với Mô hình Chuẩn của vật lý hạt vẫn còn đang được khảo sát trên lĩnh vực quan sát thực nghiệm và lý thuyết.
Tất cả quá trình tiến hóa của vũ trụ sau kỷ nguyên lạm phát được mô hình hóa và miêu tả bằng toán học khá phức tạp trong mô hình ΛCDM của vũ trụ học, dựa trên hai khuôn khổ lý thuyết đó là cơ học lượng tử và thuyết tương đối tổng quát của Albert Einstein. Như chú ý ở trên, chưa có mô hình lý thuyết nào miêu tả được đặc điểm vũ trụ trước đó 10−15 giây khi hình thành. Các nhà vật lý cần lý thuyết hấp dẫn lượng tử thống nhất hai khuôn khổ lý thuyết hiện đại để có thể vượt qua trở ngại này. Hiểu được giai đoạn sớm nhất trong lịch sử vũ trụ hiện tại là một trong những vấn đề lớn nhất chưa giải quyết được của vật lý học.

### Các tiên đề cơ sở

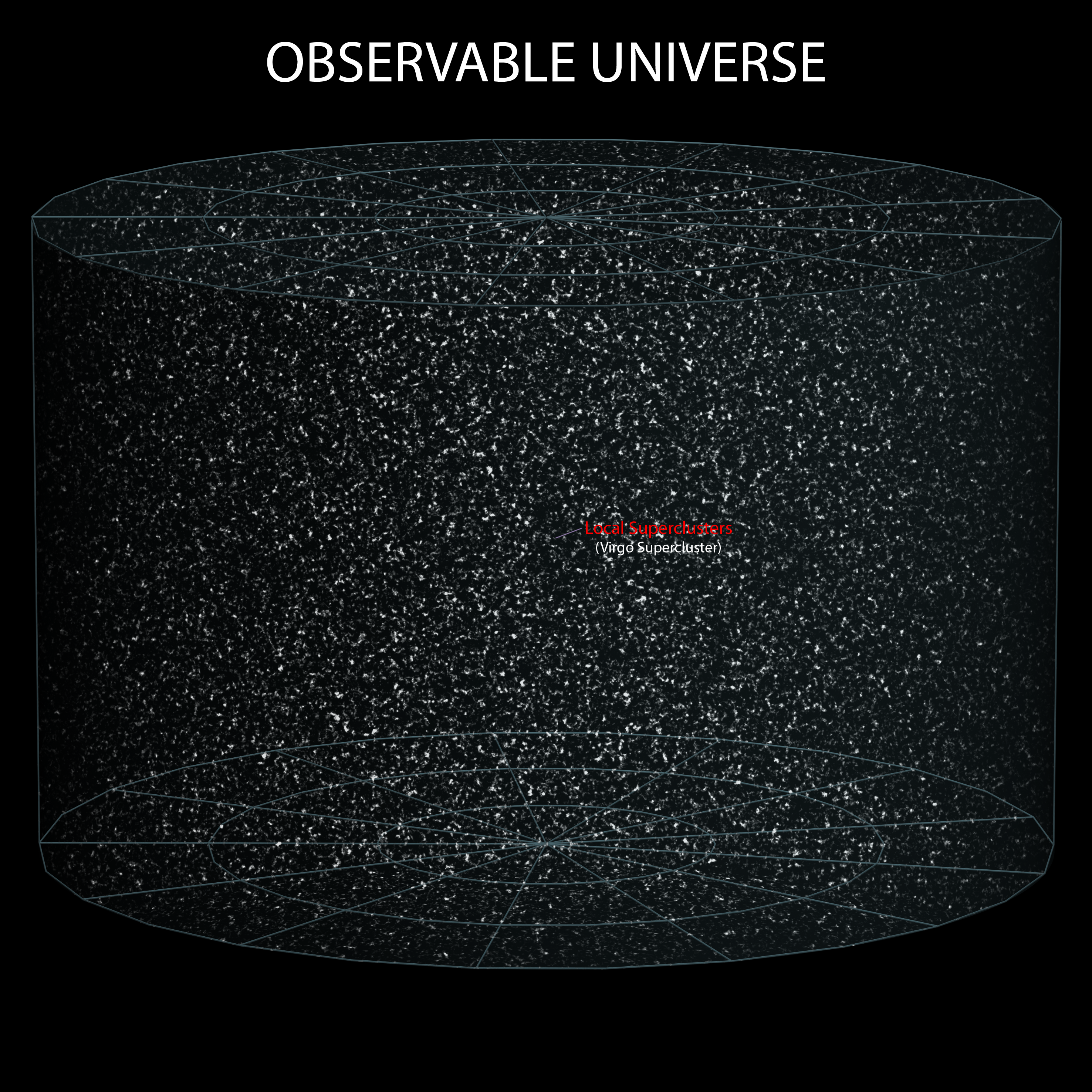
Trên cấu trúc lớn, Vũ trụ nhìn gần như đồng nhất và đẳng hướng (minh họa). (Chú thích: OBSERVABLE UNIVERSE; VŨ TRỤ CÓ THỂ QUAN SÁT ĐƯỢC, Local Supercluster: Siêu lớp địa phương gồm: Virgo Supercluster: Siêu đám Xử Nữ).

Lý thuyết Vụ Nổ Lớn có hai tiên đề cơ sở: tính phổ quát của các định luật vật lý và nguyên lý vũ trụ học. Nguyên lý vũ trụ học phát biểu rằng trên cấp vĩ mô Vũ trụ là đồng nhất và đẳng hướng.
Những ý tưởng này ban đầu chỉ là giả thuyết, nhưng ngày nay các nhà vật lý đang có nỗ lực nhằm kiểm nghiệm hai tiên đề này. Ví dụ, họ kiểm tra giả thuyết về tính phổ quát của vũ trụ bằng cách nghiên cứu xem hằng số cấu trúc tinh tế có thay đổi theo tuổi của vũ trụ với độ chính xác 10−5 hoặc tỉ số khối lượng proton trên electron có thay đổi ở những nơi khác trong vũ trụ hay không. Hơn nữa, thuyết tương đối tổng quát đã trải qua những thí nghiệm kiểm tra rất chặt chẽ trong phạm vi Hệ Mặt Trời cũng như ở các sao xung hay lỗ đen.
Nếu cấu trúc lớn của Vũ trụ hiện lên đẳng hướng khi quan sát từ Trái Đất, nguyên lý vũ trụ học có phiên bản đơn giản hơn đó là nguyên lý Copernicus, phát biểu rằng không có điểm và hướng ưu tiên đặc biệt nào. Tính đồng nhất có nghĩa là vật chất và năng lượng phân bố hầu như đồng đều trên khoảng cách lớn trong vũ trụ. Đối với tính đẳng hướng và đồng nhất, nguyên lý vũ trụ học đã được xác nhận với độ chính xác cỡ 10−6 đối với thăng giáng nhiệt độ trong quan sát CMB.

### Mêtric FLRW
Thuyết tương đối rộng miêu tả không thời gian bằng tenxơ mêtric, cho phép xác định khoảng cách, thời gian giữa hai điểm trong không thời gian. Những điểm này, tương ứng là các ngôi sao, thiên hà hoặc những thiên thể khác, được gắn bởi một tọa độ trong hệ tọa độ không thời gian. Nguyên lý vũ trụ học cho kết quả là mêtric sẽ đồng nhất và đẳng hướng trên thang vĩ mô, và mêtric này được miêu tả duy nhất bằng mêtric Friedmann–Lemaître–Robertson–Walker (mêtric FLRW). Trong mêtric chứa một hệ số tỷ lệ (scale factor) a(t) miêu tả sự biến đổi kích thước không gian theo thời gian. Sự biến đổi này cho phép các nhà vật lý lựa chọn một hệ tọa độ phù hợp gọi là tọa độ đồng chuyển động. Trong hệ tọa độ này, các trục tọa độ không gian giãn nở cùng với Vũ trụ, mà mọi thiên thể như đang chuyển động do sự giãn nở của không gian nhưng vẫn có giá trị cố định theo các trục tọa độ. Như vậy không gian vũ trụ có tính động lực, nó giãn nở hay co lại (chứ không phải các thiên hà đang lùi ra xa trong một không gian bất biến.) Trong khi khoảng cách biểu diễn trong hệ tọa độ đồng chuyển động là không đổi giữa hai thiên hà, thì khoảng cách vật lý thực tế giữa chúng lại giãn nở tăng lên tỷ lệ với hệ số a(t) trong Vũ trụ.
Vụ Nổ Lớn không phải là hiện tượng nổ vật chất bắn ra xa và lấp đầy không gian trống rỗng có từ trước. Thay vì vậy, không gian tự nó giãn nở ở khắp nơi theo thời gian và khoảng cách vật lý thực tăng lên giữa hai điểm đồng chuyển động. Bởi vì mêtric FLRW dựa trên sự phân bố đồng đều của vật chất và năng lượng, nó chỉ áp dụng cho Vũ trụ trên khoảng cách vĩ mô (trên 100 Mpc)—sự tập trung cục bộ của vật chất như hệ hành tinh, thiên hà thậm chí nhóm thiên hà liên kết bởi trường hấp dẫn không bị ảnh hưởng bởi sự giãn nở trên khoảng cách lớn của không gian. Các thiên hà gần tiến về nhau hoặc lùi ra xa chủ yếu là do tương tác hấp dẫn giữa chúng, và hầu như không bị ảnh hưởng bởi hằng số vũ trụ học.

### Chân trời
Một đặc điểm quan trọng của không thời gian Vụ Nổ Lớn đó là sự có mặt của chân trời. Do Vũ trụ chỉ có tuổi hữu hạn, và ánh sáng có tốc độ hữu hạn, có những sự kiện trong quá khứ mà ánh sáng không đủ thời gian để đến được chúng ta. Điều này đặt ra giới hạn hoặc có một chân trời quá khứ về những thiên thể ở xa nhất mà có thể quan sát được. Ngược lại, bởi vì không gian đang giãn nở, các vật thể càng ở xa thì lùi càng xa hơn, và ánh sáng phát ra từ hành tinh chúng ta có thể không bao giờ "đến được" những vật thể ở rất xa này. Đây là định nghĩa cho chân trời tương lai, nó đặt ra giới hạn cho những sự kiện trong tương lai mà chúng ta có thể ảnh hưởng đến được. Ảnh hưởng cụ thể của từng loại chân trời phụ thuộc chi tiết vào mêtric FLRW miêu tả Vũ trụ của chúng ta. Sự hiểu biết của chúng ta về Vũ trụ quay ngược lại thời gian sơ khai gợi ra có một chân trời quá khứ, mặc dù trong thiên văn khả năng quan sát của chúng ta còn bị giới hạn bởi độ mờ đục do vật chất quá đậm đặc lúc Vũ trụ còn trẻ. Vì vậy chúng ta không thể nhìn xa hơn về quá khứ, cũng như chân trời này lùi ra xa trong không gian. Nếu sự giãn nở của không gian Vũ trụ tiếp tục gia tốc, sẽ có một chân trời tương lai.

## Lịch sử

### Từ nguyên
Fred Hoyle là người đầu tiên sử dụng thuật ngữ Big Bang năm 1949 trên một chương trình radio của BBC. Hoyle là người ủng hộ "Thuyết trạng thái dừng" của vũ trụ, và ông đưa ra thuật ngữ này để ví von khôi hài mô hình lý thuyết của những người khác về vũ trụ giãn nở. Hoyle phê phán mạnh mẽ cũng như bác bỏ lý thuyết này và nói rằng thuật ngữ Big Bang khắc họa sự khác biệt lớn giữa hai mô hình.

### Lịch sử phát triển

Vạch hấp thụ của một siêu đám thiên hà ở xa (phải) so với những vạch phát ra từ Mặt Trời (trái), mũi trên chỉ sự dịch chuyển đỏ.

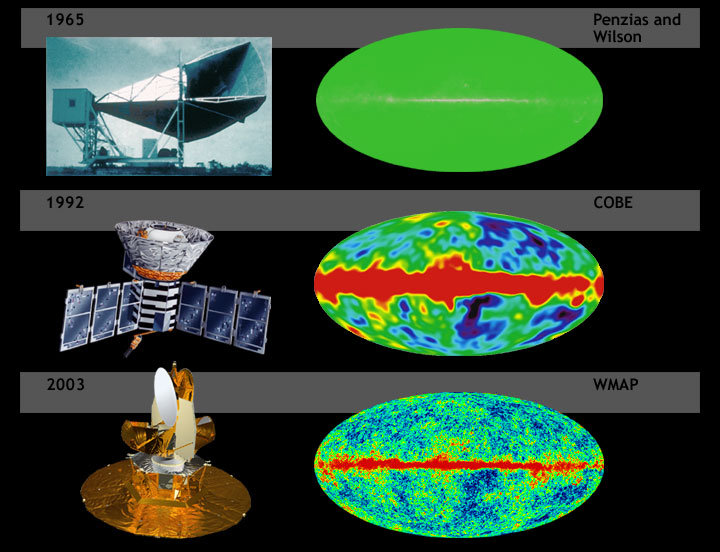
So sánh độ phân giải bức xạ phông vi sóng từ các quan sát. Sơ đồ lịch sử của Bức xạ Nền Vi sóng Vũ trụ (CMBR), cho thấy sự cải thiện của độ phân giải CMBR trong những năm qua. CMBR, một bức xạ vi sóng mờ xuyên qua mọi không gian mà kính thiên văn vô tuyến có thể phát hiện được, là bức xạ tàn dư còn sót lại từ Vụ nổ lớn, và là một trong số ít nguồn thông tin về các điều kiện trong vũ trụ sơ khai.
• (trên cùng bên trái): Ăng ten sừng vi sóng Penzias và Wilson tại Bell Labs, Murray Hill, NJ – 1965 Penzias và Wilson đã phát hiện ra CMBR từ Vụ nổ lớn và được trao giải Nobel vật lý năm 1978 cho công trình của họ.
• (trên cùng bên phải): Mô phỏng bầu trời được nhìn bằng máy thu vi sóng của Penzias và Wilson - 1965
• (giữa bên trái): Tàu vũ trụ COBE (tranh vẽ) – Máy khám phá nền vũ trụ (COBE), được phóng vào năm 1989, các mẫu đầu tiên được phát hiện trong CMBR, và Mather and Smoot đã được trao giải Nobel năm 2006 cho công trình đó.
• (giữa bên phải): Bản đồ vũ trụ sơ khai của COBE- 1992
• (dưới cùng bên trái): Tàu vũ trụ WMAP (kết xuất máy tính) - Tàu thăm dò dị hướng vi sóng Wilkinson (WMAP), được phóng vào năm 2001 và hoạt động cho đến năm 2010, đã lập bản đồ các mẫu với độ phân giải cao hơn nhiều để tiết lộ thông tin mới về lịch sử và số phận của vũ trụ. Bennet, Page và Spergel đã giành được Giải thưởng Shaw năm 2010 cho tác phẩm WMAP của họ.
• (dưới cùng bên phải): Chế độ xem WMAP mô phỏng về vũ trụ sơ khai.

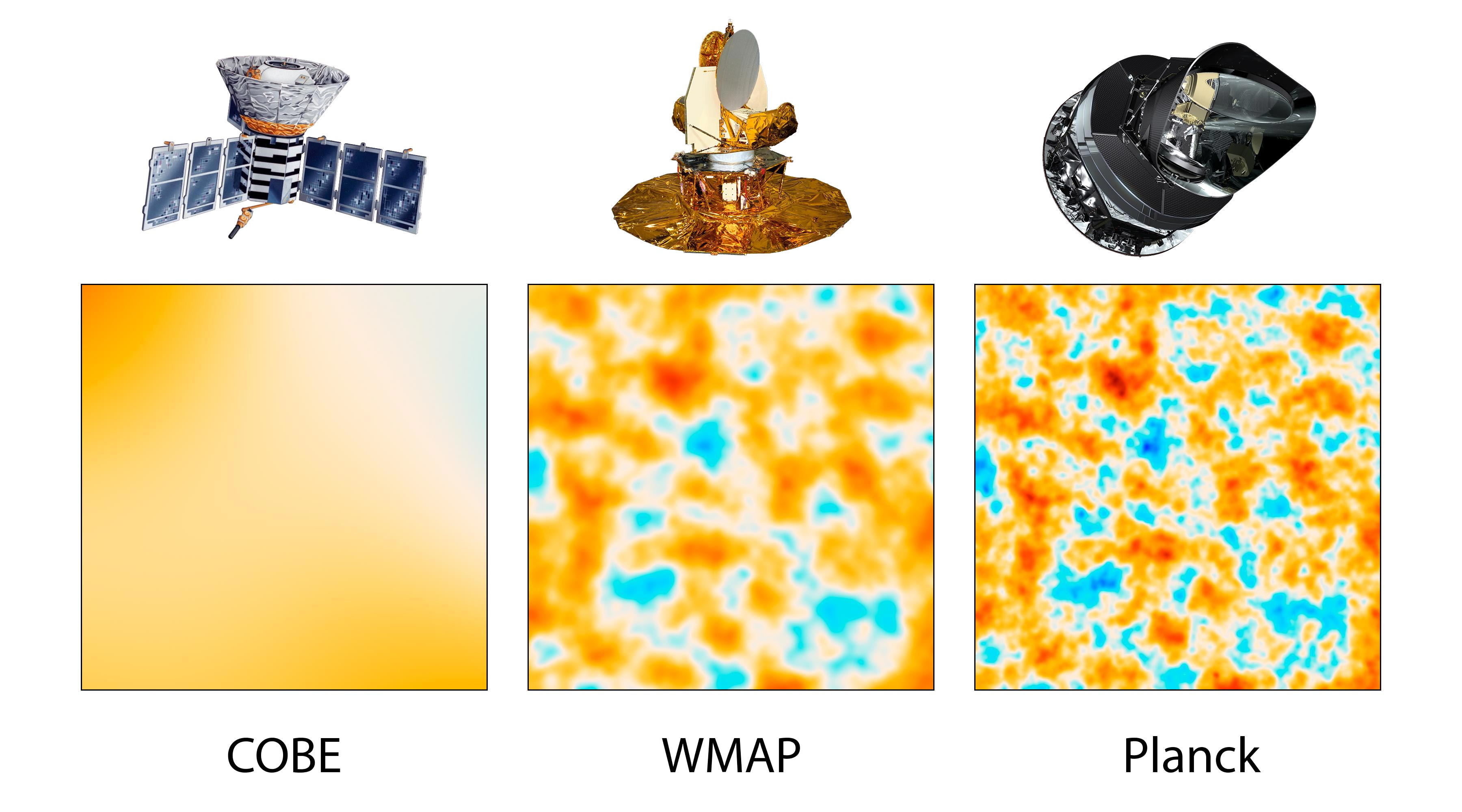
So sánh độ phân giải ở mức chi tiết hơn của CMB từ COBE, WMAP và Planck. Hình ảnh này minh họa sự phát triển của các vệ tinh được thiết kế để đo ánh sáng cổ đại còn sót lại từ vụ nổ lớn tạo ra vũ trụ của chúng ta 13,8 tỷ năm trước. Được gọi là nền vi sóng vũ trụ, ánh sáng này tiết lộ bí mật về nguồn gốc, số phận, thành phần của vũ trụ và hơn thế nữa. Ba bảng hiển thị các bản đồ bầu trời 10 độ vuông được tạo ra bởi các sứ mệnh trong không gian có khả năng phát hiện nền vi sóng vũ trụ. Tàu vũ trụ đầu tiên, được phóng vào năm 1989, là Máy khám phá nền vũ trụ của NASA, hay còn gọi là COBE (bảng điều khiển bên trái). Hai trong số các nhà khoa học chính của COBE đã giành được giải Nobel Vật lý vào năm 2006 cho bằng chứng của sứ mệnh ủng hộ lý thuyết vụ nổ lớn và chứng minh rằng những biến thể nhỏ trong ánh sáng cổ đại tiết lộ thông tin về trạng thái của vũ trụ. Những biến thể này, được gọi là anistotropies, trở thành tiêu điểm rõ nét hơn với tàu vũ trụ thế hệ tiếp theo của NASA, Tàu thăm dò dị hướng vi sóng Wilkinson, hoặc WMAP (bảng điều khiển ở giữa). Sứ mệnh này, được thực hiện vào năm 2001, đã tìm thấy bằng chứng mạnh mẽ cho lạm phát, kỷ nguyên rất sớm trong vũ trụ của chúng ta khi nó mở rộng đáng kể về kích thước và đo lường các đặc điểm cơ bản của vũ trụ của chúng ta tốt hơn bao giờ hết. Vệ tinh tiên tiến nhất thuộc loại này là Planck, một sứ mệnh của Cơ quan Vũ trụ Châu Âu với những đóng góp đáng kể của NASA. Planck, được ra mắt vào năm 2009, hình ảnh bầu trời với độ phân giải lớn hơn 2,5 lần so với WMAP, tiết lộ các mô hình trong ánh sáng vũ trụ cổ đại nhỏ bằng một phần mười hai độ trên bầu trời. Planck đã tạo ra bản đồ toàn bầu trời sắc nét nhất từng được tạo trên nền vi sóng vũ trụ của vũ trụ, tinh chỉnh chính xác những gì chúng ta biết về vũ trụ.

Mô hình Vụ Nổ Lớn phát triển từ những quan sát về cấu trúc của Vũ trụ và từ phương diện lý thuyết. Năm 1912 Vesto Slipher đo dịch chuyển Doppler của "tinh vân xoắn ốc" (thời đó người ta chưa biết tinh vân xoắn ốc là các thiên hà), và ông sớm phát hiện ra đa số các tinh vân này đang lùi ra xa Trái Đất. Nhưng ông không nhận ra ý nghĩa vũ trụ của phát hiện này, bởi vì trong thời gian này có tranh cãi lớn xung quanh những tinh vân này có hay không là những "hòn đảo vũ trụ" bên ngoài Ngân Hà. Cuối năm 1915, Albert Einsein hoàn thiện thuyết tương đối rộng, và năm 1917 ông áp dụng lý thuyết của mình cho toàn thể vũ trụ. Tuy nhiên các phương trình của ông tiên đoán vũ trụ có thể co lại bởi trường hấp dẫn hút vật chất về nhau. Để cho vũ trụ tĩnh tại như mọi người đương thời cũng như ông từng nghĩ, ông đã đưa thêm hằng số vũ trụ học-có ý nghĩa như một lực đẩy nhằm cân bằng với lực hấp dẫn-vào các phương trình của mình. Năm 1922, Alexander Friedmann, nhà toán học và vũ trụ học người Nga đã suy luận ra phương trình Friedmann từ phương trình trường Einstein, và phát hiện ra vũ trụ đang giãn nở mà không cần một hằng số vũ trụ học như Einstein đã nêu ra. Năm 1924 những đo lường của nhà thiên văn học người Mỹ Edwin Hubble đối với khoảng cách đến những tinh vân mà ông có thể quan sát ở thời đó chỉ ra rằng, quả thực những tinh vân xoắn ốc này là các thiên hà. Cũng trong năm 1924 Carl Wilhelm Wirtz, và năm 1925 Knut Lundmark, hai người đã nhận ra các tinh vân ở xa hơn thì lùi ra xa nhanh hơn so với các tinh vân ở gần. Georges Lemaître và Einstein sau khi thuyết trình về nguồn gốc vũ trụ, đây là một lý thuyết khoa học về cách vũ trụ bắt đầu, mà đã tiếp tục tạo ra các ngôi sao và các thiên hà ngày nay. Lemaitre qua đời vào ngày 20 tháng 6 năm 1966, ngay sau khi biết được phát hiện bức xạ nền vi sóng vũ trụ.
Điều này cung cấp thêm bằng chứng cho lý thuyết của ông về sự ra đời của vũ trụ. Công việc của Lemaitre đã được công nhận rộng rãi trên toàn thế giới, và có ảnh hưởng to lớn cho đến ngày nay. Năm 1931 Lemaître tiếp tục nghiên cứu trước đó và đề xuất về manh mối cho sự giãn nở của Vũ trụ, nếu chúng ta đi ngược lại thời gian, vào thời điểm càng xa trong quá khứ thì vũ trụ càng nhỏ hơn, cho đến một thời điểm hữu hạn ở quá khứ, mọi khối lượng và năng lượng của Vũ trụ tập trung lại tại một điểm, gọi là "nguyên tử nguyên thủy", nơi bắt đầu hình thành lên cấu trúc không thời gian. Ông là người đầu tiên đề xuất lý thuyết về giãn nở vũ trụ, mà người ta thường hay gán nhầm cho Edwin Hubble
Bắt đầu từ năm 1924, Hubble nỗ lực phát triển phương pháp đo khoảng cách đến những thiên hà xa, dựa trên sự biến đổi độ sáng của các sao Cepheid—một "ngọn nến" chuẩn để đo khoảng cách đến các thiên hà cho các nhà thiên văn—bằng sử dụng kính thiên văn mới lắp đặt Hooker đường kính 2.500 mm tại đài quan sát núi Wilson. Nhờ kính mới mà ông đã có thể ước tính được khoảng cách đến những thiên hà có độ dịch chuyển đỏ đã được đo trước đó bởi Slipher. Năm 1929 Hubble phát hiện ra tương quan giữa khoảng cách và vận tốc lùi xa của thiên hà—mà ngày nay gọi là định luật Hubble. Lemaître cũng đã từng đoán ra định luật này dựa trên nguyên lý vũ trụ học và phương trình Friedmann. Sau tất cả những khám phá trên, Einstein đã từ bỏ hằng số vũ trụ học và gọi đây là sai lầm lớn nhất của ông. Vì ông nhận ra là đã dựa trên niềm tin có từ lâu về vũ trụ tĩnh tại, mà thực tế mô hình này chưa hề được kiểm chứng do trước đây chỉ là niềm tin từ các nhà triết học cũng như cộng đồng khoa học.

Trong các thập niên 1920 và 1930 đa số các nhà vũ trụ học ủng hộ cho mô hình "Trạng thái dừng", một Vũ trụ tĩnh tại và vĩnh hằng. Một số người còn cho rằng khái niệm về sự khởi đầu của thời gian từ Vụ Nổ Lớn là mang vai trò của tôn giáo vào trong vật lý; những chống đối này sau này còn được những người ủng hộ thuyết Trạng thái dừng lặp lại. Sự nhận thức của họ còn được củng cố bởi vì nhà sáng lập thuyết Big Bang, Monsignor Georges Lemaître, là một thầy tu Công giáo La Mã. Arthur Eddington ủng hộ quan điểm của Aristotle khi cho rằng vũ trụ không có sự khởi đầu của thời gian, hay vật chất là tồn tại vĩnh hằng. Sự khởi đầu thời gian là điều "không thể chấp nhận" đối với ông. Tuy thế, Lemaître đã viết
Nếu thế giới bắt đầu từ một điểm lượng tử, những khái niệm không gian và thời gian sẽ không có bất cứ một ý nghĩa gì tại thời điểm khởi đầu; nó chỉ bắt đầu có một ý nghĩa nhận thức được khi lượng tử ban đầu đã phân chia thành đủ một số lượng tử. Nếu đề xuất này là đúng, sự khởi nguyên của thế giới có thể còn hơi sớm hơn sự khởi đầu của không gian và thời gian.
Ở câu trên ý của Lemaître về sự phân chia lượng tử theo cách hiểu ngày nay chính là tiến trình của Vụ Nổ Lớn từ một nguyên tử nguyên thủy. (điểm lượng tử)
Trong thập niên 1930 những ý tưởng khác cũng đã được đề xuất như những mô hình vũ trụ học không tiêu chuẩn nhằm giải thích các kết quả quan sát của Hubble, bao gồm "mô hình Milne"; "Vũ trụ dao động", một vũ trụ nở ra rồi co lại trở về điểm kì dị ban đầu (do Friedmann đề xuất đầu tiên, với Albert Einstein và Richard Tolman là những người ủng hộ); và giả thiết về "sự mỏi" ánh sáng của Fritz Zwicky.
Sau chiến tranh thế giới lần thứ II, hai mô hình nổi bật còn đứng vững. Một là mô hình "Trạng thái dừng" của Fred Hoyle, với đề xuất khả năng vật chất được sinh ra khi vũ trụ giãn nở. Trong mô hình này vũ trụ gần như nhau tại mọi điểm trong thời gian. Mô hình kia là mô hình Vụ Nổ Lớn do Lemaître khởi xướng, và George Gamow là người ủng hộ và phát triển lý thuyết với khái niệm tổng hợp hạt nhân Vụ Nổ Lớn (BBN), một khái niệm ông nêu ra khi nghiên cứu quá trình và nguồn gốc sinh ra các nguyên tố nhẹ nhất. Những người khác như Ralph Alpher và Robert Herman cũng ủng hộ lý thuyết và tiên đoán sự tồn tại của bức xạ nền vi sóng (CMB). Và kỳ quặc là chính Hoyle đã nêu ra tên gọi Big Bang cho lý thuyết của Lemaître trong chương trình radio của BBC vào tháng 3 năm 1949. Trong một thời gian, số lượng người ủng hộ cho hai lý thuyết là gần bằng nhau. Cuối cùng, những quan sát thiên văn, chủ yếu từ các nguồn vô tuyến, bắt đầu ủng hộ Vụ Nổ Lớn và đánh bại Thuyết trạng thái dừng. Sự phát hiện và xác nhận tính chất của bức xạ nền vi sóng vũ trụ vào năm 1964 mang lại thắng lợi cho Vụ Nổ Lớn và lý thuyết trở thành mô hình phù hợp nhất cho nguồn gốc và sự tiến hóa của Vũ trụ. Những nghiên cứu hiện nay trong vũ trụ học bao gồm sự hình thành sao và thiên hà sau Vụ Nổ Lớn, quan sát và đo lường chính xác hơn bức xạ phông vi sóng cũng như tốc độ giãn nở của vũ trụ, kiểm nghiệm cơ sở của Nguyên lý vũ trụ học. Về phương diện lý thuyết đó là tìm hiểu điểm kì dị tại Vụ Nổ Lớn cũng như về một lý thuyết hấp dẫn lượng tử và tương lai tối hậu của vũ trụ.
Giữa thập niên 1990, khi các nhà thiên văn quan sát những cụm sao cầu họ thấy dường như có gì đó mâu thuẫn với lý thuyết Vụ Nổ Lớn. Các mô phỏng máy tính mà cho kết quả khớp với thực nghiệm về phân loại sao trong cụm sao cầu gợi ra rằng tuổi của chúng vào khoảng 15 tỷ năm, lớn hơn tưổi của Vũ trụ là 13.8 tỷ năm. Vấn đề này ngay sau đó được giải quyết khi vào cuối thập niên 1990 những mô phỏng siêu máy tính mới về hiệu ứng mất khối lượng trong gió sao cho kết quả tuổi của cụm sao cầu giảm đi. Vẫn còn những câu hỏi liên quan đến tuổi của các cụm sao cầu được đo chính xác đến mức nào, nhưng rõ ràng rằng quan sát về tuổi cụm sao cầu không thể cho giá trị mâu thuẫn với mô hình Vụ Nổ Lớn.
Những tiến bộ quan trọng trong vũ trụ học Vụ Nổ Lớn đã diễn ra từ cuối thập niên 1990 nhờ sự phát triển của công nghệ cũng như hiệu quả trong xử lý dữ liệu từ những dự án khảo sát như COBE, kính thiên văn không gian Hubble, WMAP. và tàu Planck Các nhà vũ trụ học hiện nay đã có những dữ liệu chính xác về các tham số của mô hình Vụ Nổ Lớn, và bất ngờ đã phát hiện ra sự giãn nở đang tăng tốc của không gian vũ trụ.

## Bằng chứng thực nghiệm
Những chứng cứ quan sát sớm và trực tiếp nhất đó là sự giãn nở không gian do Hubble phát hiện trong dữ liệu dịch chuyển đỏ các thiên hà, những đo lường chi tiết về bức xạ phông vi sóng vũ trụ, sự có mặt của các nguyên tố nhẹ nguyên thủy rạo ra bởi tổng hợp hạt nhân Vụ Nổ Lớn, sự hình thành cấu trúc lớn của vũ trụ và sự hình thành và tiến hóa của thiên hà được tiên đoán bởi ảnh hưởng của lực hấp dẫn trong mô hình chuẩn vũ trụ học. Những bằng chứng quan sát này đôi khi được gọi là "bốn trụ cột của lý thuyết Vụ Nổ Lớn".
Mô hình hiện đại chính xác về Vụ Nổ Lớn lôi cuốn từ nhiều hiện tượng vật lý kì lạ mà chưa từng được quan sát trong phòng thí nghiệm trên Trái Đất hay được mô tả bởi Mô hình chuẩn của vật lý hạt. Trong số những đặc điểm này, vật chất tối hiện đang là lĩnh vực nghiên cứu khảo sát năng động trong các phòng thí nghiệm. Những vấn đề khác như vấn đề tích tụ vật chất tối ở quầng thiên hà (cuspy halo problem) hay vấn đề thiên hà lùn liên hệ với vật chất tối lạnh. Năng lượng tối cũng là chủ đề được nhiều nhà khoa học quan tâm, nhưng người ta vẫn chưa biết liệu có thể phát hiện được trực tiếp năng lượng tối hay không. Giai đoạn lạm phát vũ trụ và nguồn gốc phát sinh baryon vẫn còn nhiều đặc điểm phỏng đoán và giả thuyết trong mô hình Vụ Nổ Lớn. Những nghiên cứu nhằm giải thích định lượng cho những hiện tượng này vẫn đang được các nhà vật lý tìm kiếm. Chúng cũng nằm trong danh sách những vấn đề chưa giải được của vật lý học.

### Định luật Hubble và sự giãn nở của không gian
Khi quan sát các thiên hà và quasar từ xa các nhà thiên văn nhận thấy những thiên thể này có phổ bị dịch chuyển đỏ—sóng điện từ phát ra từ chúng bị dịch chuyển bước sóng. Để nhận ra điều này các nhà thiên văn thu lấy phổ của vật thể và so sánh những dải phổ vạch phát xạ hoặc hấp thụ tương ứng với phổ nguyên tử của nguyên tố hóa học khi cho ánh sáng truyền qua. Sự dịch chuyển đỏ này có tính đồng nhất và đẳng hướng, phân bố đều đặn theo những thiên thể quan sát trong mọi hướng. Nếu dịch chuyển đỏ được coi như là một kiểu dịch chuyển Doppler, chúng ta sẽ tính được vận tốc lùi ra xa của thiên thể, và do vậy có thể ước lượng được khoảng cách đến chúng thông qua các chuẩn khoảng cách sẵn có. Khi các nhà khoa học vẽ đồ thị tương quan giữa vận tốc lùi xa và khoảng cách đến các thiên hà họ nhận thấy có một quan hệ tuyến tính hay chính là định luật Hubble:
v = H0D,
trong đó 
- v vận tốc lùi ra xa của thiên hà hoặc những thiên thể ở xa,
- D là khoảng cách đồng chuyển động đến chúng
- H0 là hằng số Hubble, mà giá trị hiện tại vào khoảng 67.15 +1,3
−1,4 km/s/Mpc từ tàu WMAP.[26]

Có hai cách giải thích cho định luật Hubble. Một là chúng ta đang ở tâm của một vụ nổ đẩy các thiên hà ra xa— mà dường như không phù hợp với nguyên lý Copernicus—hoặc Vũ trụ với không gian đang giãn nở đều ở mọi nơi. Cách giải thích thứ hai được nhà vật lý Alexander Friedmann tìm ra lần đầu tiên nhờ nghiên cứu các hệ quả của thuyết tương đối rộng năm 1922 và bởi Georges Lemaître năm 1927, trước các kết quả quan sát, phân tích của Hubble năm 1929 trên phương diện thực nghiệm. Hiện tượng không gian giãn nở vẫn là hòn đá tảng của lý thuyết Vụ Nổ Lớn, do các nhà khoa học Friedmann, Lemaître, Robertson, và Walker phát triển và nghiên cứu các tính chất của mêtric giãn nở.
Mô hình đòi hỏi phương trình v = HD thỏa mãn mọi lúc, với D là khoảng cách đồng chuyển động, v là vận tốc lùi xa, thậm chí v, H, và D có thể có giá trị biến đổi khi vũ trụ giãn nở (do đó chúng ta viết H0 nhằm ký hiệu "hằng số" Hubble do chúng ta quan sát ngày nay). Đối với khoảng cách nhỏ hơn kích thước của Vũ trụ quan sát được, dịch chuyển đỏ Hubble có thể coi như dịch chuyển Doppler tương ứng với vận tốc lùi xa v. Tuy nhiên, hiện tượng dịch chuyển đỏ có bản chất khác với cách giải thích cổ điển của hiệu ứng Doppler, mà là ở kết quả của sự giãn nở không gian vũ trụ giữa thời gian ánh sáng phát ra từ thiên thể xa xôi và thời gian nó đến được thiết bị quan sát.
Mêtric giãn nở của không gian là hệ quả trực tiếp từ bằng chứng thực nghiệm về nguyên lý vũ trụ học và cụ thể hơn nguyên lý Copernicus, mà cùng với định luật Hubble thì không có một cách giải thích nào khác cho sự giãn nở này. Giá trị dịch chuyển đỏ của các thiên thể cho thấy sự đồng nhất và đẳng hướng gần hoàn hảo của không gian vũ trụ, và là bằng chứng thực nghiệm ủng hộ cho nguyên lý vũ trụ học rằng khi nhìn theo mọi hướng Vũ trụ giống như nhau, nguyên lý này còn được ủng hộ bởi các bằng chứng khác. Nếu sự dịch chuyển đỏ là kết quả của một vụ nổ tỏa ra từ tâm nào đó thì chúng sẽ không giống nhau khi quan sát ở những hướng khác nhau.
Kết quả khảo sát về bức xạ phông vi sóng vũ trụ trên động lực của các hệ thiên thể là một bằng chứng thuyết phục khác cho nguyên lý Copernicus, rằng trên cấp vĩ mô của vũ trụ, Trái Đất không phải là trung tâm của vũ trụ. Các nhà khoa học đã chứng minh bức xạ phát ra từ Vụ Nổ Lớn phải ấm hơn tại những thời điểm sớm hơn trong lịch sử vũ trụ. Sự lạnh đi đồng đều của CMB trên hàng tỷ năm chỉ có thể giải thích được nếu Vũ trụ trải qua sự giãn nở không gian, và ngoại trừ khả năng chúng ta ở một trung tâm đặc biệt nào đó của vụ nổ.

### Bức xạ phông vi sóng vũ trụ

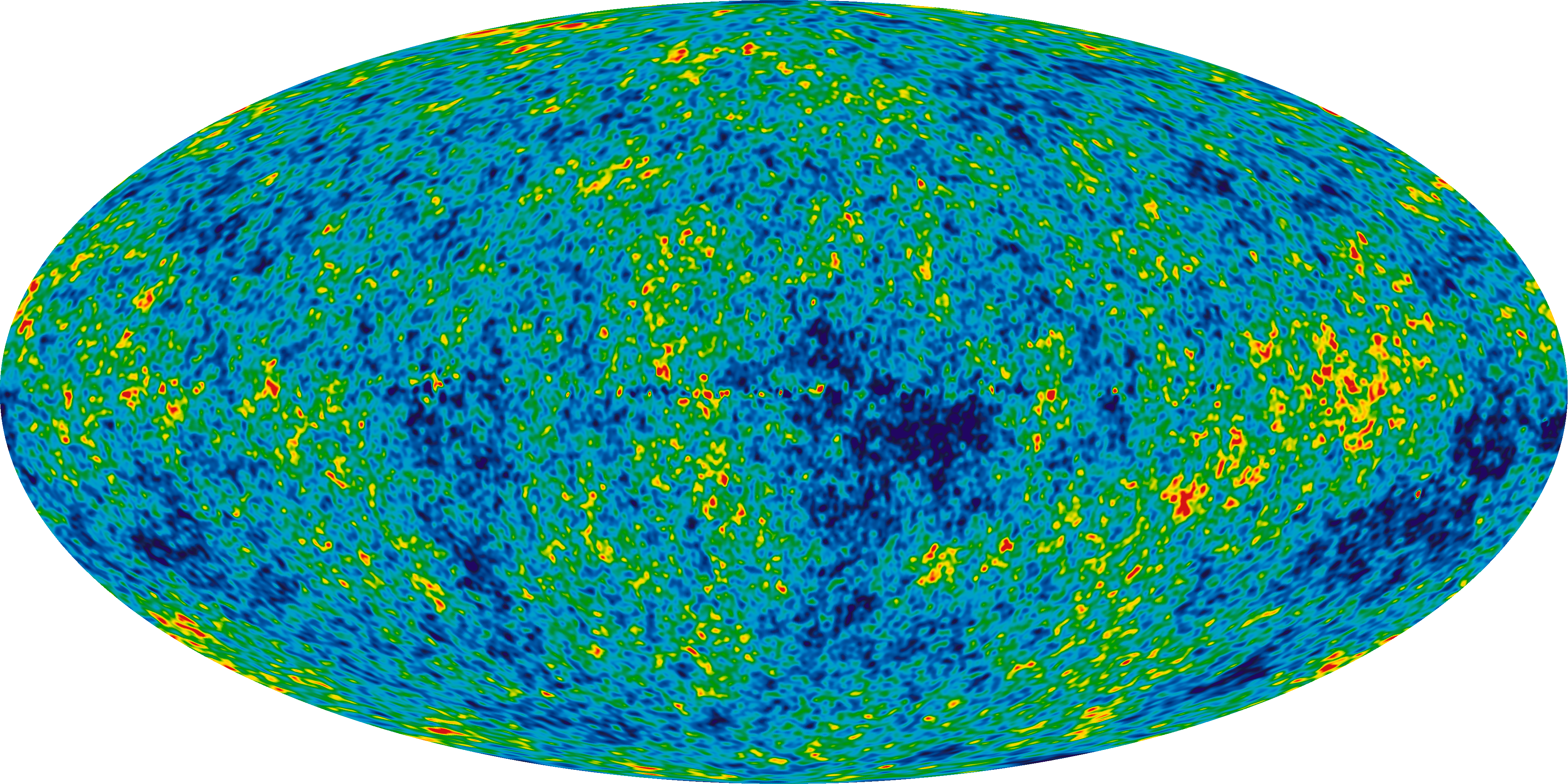
Ảnh sau 9 năm phân tích của dữ liệu từ WMAP về CMB (2012). Bức xạ nền hiện lên gần như đẳng hướng với độ chính xác 1 phần 100.000.

Năm 1964, hai nhà vô tuyến học Arno Penzias và Robert Wilson tình cờ phát hiện ra bức xạ phông vi sóng vũ trụ CMB, một tín hiệu thuộc bước sóng vi ba đến từ mọi hướng trong không gian. Việc phát hiện này mang lại chứng cứ thực nghiệm quan trọng xác nhận những tiên đoán tổng quát về: bức xạ được đo với tính chất phù hợp hoàn hảo với phổ bức xạ vật đen trong mọi hướng; phổ này cũng bị dịch chuyển đỏ bởi sự giãn nở của không gian vũ trụ, với giá trị nhiệt độ ngày nay đo được xấp xỉ 2,725 K. Sự đồng đều tinh tế này là kết quả ủng hộ cho mô hình Vụ Nổ Lớn, và Penzias và Wilson nhận giải Nobel Vật lý năm 1978 cho khám phá của họ.
Khái niệm bề mặt tán xạ cuối cùng tương ứng với sự phát xạ của CMB ngay sau giai đoạn tái kết hợp, kỷ nguyên mà các nguyên tử hiđrô trung hòa trở lên ổn định. Trước kỷ nguyên này, vũ trụ chứa đầy biển plasma hỗn hợp đặc nóng photon-baryon và photon bị tán xạ qua lại bởi các hạt điện tích tự do. Giá trị đỉnh tương ứng với khoảng thời gian 372±14 nghìn năm, sau thời gian này vật chất trở lên trong suốt hơn do chúng kết hợp thành nguyên tử trung hòa và photon có thể tự do di chuyển quãng đường dài mà không bị tán xạ và cuối cùng chúng đến được các thiết bị khảo sát của chúng ta ngày nay.

Phổ năng lượng của CMB đo bởi thiết bị FIRAS trên tàu COBE là một trong những phổ bức xạ vật đen được đo chính xác nhất trong tự nhiên. Các điểm dữ liệu và thanh độ lệch sai số trên đồ thị được nối với nhau bằng đường cong lý thuyết tiên đoán. Phổ đơn cực của Bức xạ nền vi sóng vũ trụ sử dụng dữ liệu gốc do nhóm FIRAS thiết lập. Trục tung "MJy/sr" tương ứng với 106jansky trên mỗi steradian, trong đó jansky là 10-26 Watts trên mét vuông trên Hertz. Trục hoành ("1/cm") tương ứng với nghịch đảo của bước sóng vi ba (tính bằng cm), tỷ lệ với tần số vi sóng. Các thanh lỗi quá nhỏ để được hiển thị trên màn hình máy tính, nhưng các thanh lỗi được phóng đại rất lớn đã được đưa vào để hiển thị các điểm dữ liệu đo được. Được thực hiện bằng GNUPlot.
Nhận xét của NASA về bức ảnh gốc: "Phổ nền vi sóng vũ trụ (CMB) được vẽ bằng sóng trên mỗi cm so với cường độ. Đường cong rắn cho thấy cường độ dự kiến từ phổ vật đen ở nhiệt độ đơn lẻ, như dự đoán của lý thuyết Vụ nổ lớn. Một vật đen là một vật thể giả định hấp thụ tất cả bức xạ điện từ rơi vào nó và không phản xạ bất kỳ thứ gì. Dữ liệu FIRAS được lấy ở 34 vị trí cách đều nhau dọc theo đường cong này. Dữ liệu FIRAS khớp với đường cong một cách chính xác, với độ không đảm bảo sai số nhỏ hơn chiều rộng của đường cong vật đen, rằng không thể phân biệt dữ liệu với đường cong lý thuyết. Các phép đo CMB chính xác này cho thấy rằng 99,97% năng lượng bức xạ của Vũ trụ được giải phóng trong năm đầu tiên sau vụ nổ Big Bang. Tất cả các lý thuyết cố gắng giải thích nguồn gốc của Cấu trúc quy mô lớn được nhìn thấy trong Vũ trụ ngày nay phải tuân theo các ràng buộc do các phép đo này áp đặt. Kết quả cho thấy thảm bức xạ ches những tiên đoán về lý thuyết Vụ nổ lớn ở mức độ phi thường. Xem Mather 1994, Tạp chí Vật lý thiên văn, 420, 439, "Phép đo phổ nền vi sóng vũ trụ bằng Dụng cụ COBE FIRAS", Wright 1994, Tạp chí Vật lý thiên văn, 420, 450, "Giải thích về phổ CMBR COBE FIRAS", và Fixsen 1996, Tạp chí Vật lý thiên văn, 473, 576, "Quang phổ nền vi sóng vũ trụ từ Bộ dữ liệu FIRAS đầy đủ của COBE" để biết thêm chi tiết."

Năm 1989 NASA phóng tàu "Cosmic Background Explorer satellite" (COBE). Nhiệm vụ của nó là tìm bằng chứng thực nghiệm cho các đặc điểm của CMB, và nó đã đo được bức xạ tàn dư đồng đều theo mọi hướng với nhiệt độ 2,726 K (những khảo sát gần đây mang lại kết quả chính xác hơn là 2,725 K) và lần đầu tiên con tàu đã phát hiện ra sự thăng giáng nhỏ (phi đẳng hướng) trong CMB, với độ chính xác 1 trên 105. John C. Mather và George Smoot đã nhận giải Nobel Vật lý năm 2006 cho vai trò là những người lãnh đạo dự án COBE. Trong những thập kỷ tiếp sau, tính phi đẳng hướng trong CMB đã được quan sát trên các thí nghiệm ở mặt đất cũng như bằng bóng thám không. Trong thí nghiệm năm 2000–2001, dự án thực nghiệm BOOMERanG đã tìm thấy hình dạng của Vũ trụ hầu như là không gian phẳng dựa trên kết quả đo độ phân giải góc điển hình (đường kính góc trên bầu trời) về tính phi đẳng hướng.
Đầu năm 2003, các nhà khoa học NASA công bố kết quả khảo sát đầu tiên từ tàu WMAP (Wilkinson Microwave Anisotropy Probe), mang lại dữ liệu thực nghiệm chính xác hơn trước về các tham số trong mô hình chuẩn của Vũ trụ học. Kết quả cũng bác bỏ nhiều tham số khác nhau tương ứng với một vài mô hình lạm phát cụ thể, nhưng nói chung đề phù hợp với những đặc điểm khái quát của mô hình lạm phát. Tàu Planck phóng lên từ tháng 5 năm 2009. Tháng 3 năm 2013 các nhà khoa học ESA cho công bố dữ liệu từ Planck với độ chính xác cao hơn WMAP và cho thấy Vũ trụ hầu như đồng nhất và đẳng hướng trên độ phân giải góc nhỏ. Đối với độ phân giải góc lớn hơn, họ phát hiện thấy có sự phi đẳng hướng nhỏ trên 2 cực của bầu trời và đang nỗ lực giải thích kết quả này trên lý thuyết. Nhiều khảo sát trên mặt đất và bằng bóng thám không khác cũng đang được thực hiện trên khắp thế giới.

### Sự hình thành các nguyên tố cơ bản

Một số phản ứng hạt nhân xảy ra trong giai đoạn Tổng hợp hạt nhân Vụ Nổ Lớn; sản phẩm là hạt nhân nhẹ và không sinh ra hạt nhân nào nặng hơn Be.

Lý thuyết Vụ Nổ Lớn có thể tính được số lượng tập trung của các nguyên tố heli-4, heli-3, deuteri, và lithi-7 trong Vũ trụ theo tỉ số với lượng hiđrô thông thường. Tỷ lệ có mặt của từng nguyên tố phụ thuộc vào một tham số đó là tỉ số photon trên baryon. Giá trị này có thể tính độc lập từ chi tiết thăng giáng trong cấu trúc CMB. Kết quả lý thuyết cho các tỉ số (theo khối lượng) là khoảng 0,25 cho 4He/H, khoảng 10−3 đối với 2H/H, khoảng 10−4 đối với 3He/H và khoảng 10−9 đối với 7Li/H..
Tất cả các giá trị lý thuyết về tỷ số photon-baryon cho các nguyên tố đều phù hợp thô với kết quả thực nghiệm. Tỷ số này phù hợp tuyệt vời với phép đo cho deuteri, gần với của 4He, và lệch 2 giá trị thập phân cho 7Li; hai trường hợp cuối là do độ sai số hệ thống trong phép đo. Trên tất cả, sự nhất quán nói chung về số lượng các nguyên tố nguyên thủy tiên đoán bởi mô hình Vụ Nổ Lớn với giá trị thực nghiệm là manh mối thuyết phục cho lý thuyết này, do nó là lý thuyết duy nhất cho tới nay có khả năng giải thích cho tỷ lệ có mặt của các nguyên tố nhẹ từ thời điểm sơ khai. Và các nhà lý thuyết chỉ ra không thể điều chỉnh các tham số cho Vụ Nổ Lớn nhằm tạo ra lượng heli nhiều hay ít hơn 20–30%. Quả thực không thể có một lý do thích đáng nào ngoài mô hình Vụ Nổ Lớn, ví dụ, lúc Vũ trụ còn sơ khai (trước khi các ngôi sao hình thành, như giả sử các nguyên tố nhẹ được sinh ra bởi các phản ứng tổng hợp hạt nhân trong lòng ngôi sao) mà có nhiều heli hơn deuteri hoặc lượng deuteri hơn 3He, và theo một hằng số duy nhất.

### Sự phân bố và tiến hóa của các thiên hà

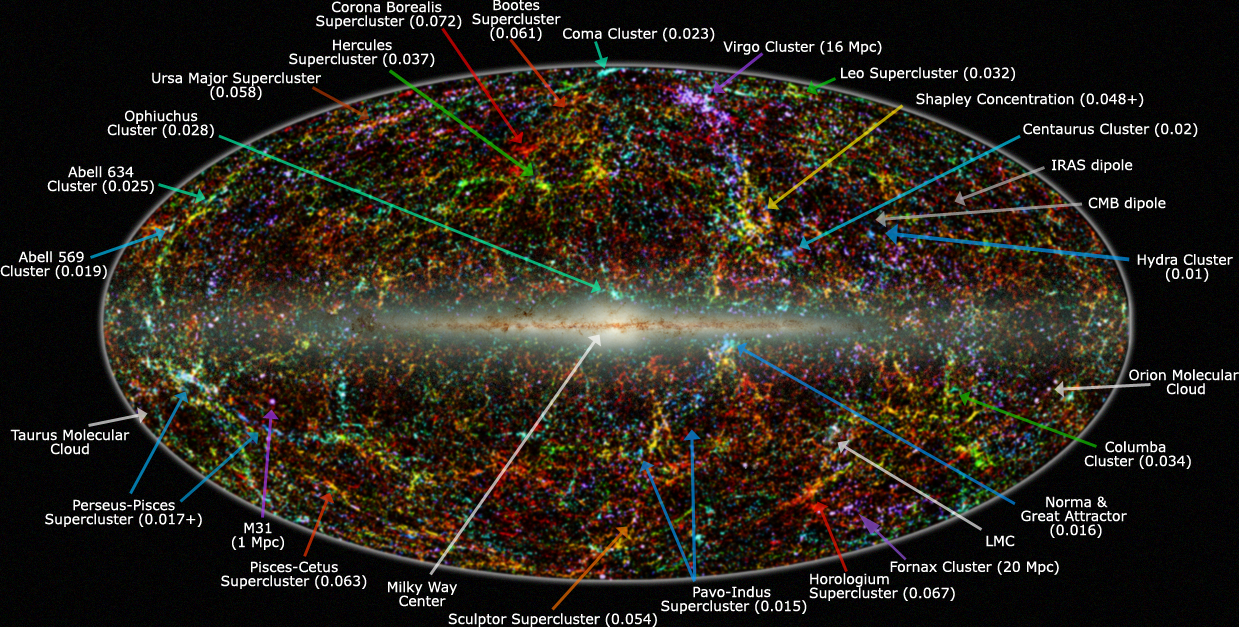
Ảnh panorama toàn bộ bầu trời trong bước sóng gần hồng ngoại cho thấy sự phân bố các thiên hà bên ngoài Ngân Hà. Các thiên hà được tô màu tương ứng với dịch chuyển đỏ của nó. Nhìn toàn cảnh toàn bộ bầu trời cận hồng ngoại cho thấy sự phân bố của các thiên hà ngoài Dải Ngân hà. Hình ảnh được lấy từ Danh mục nguồn mở rộng 2MASS (XSC) — hơn 1,5 triệu thiên hà và Danh mục nguồn điểm (PSC) — gần 0,5 tỷ sao Milky Way. Các thiên hà được mã hóa màu sắc bằng các cuộc khảo sát dịch chuyển đỏ (số trong ngoặc đơn) thu được từ các cuộc khảo sát UGC, CfA, Tully NBGC, LCRS, 2dF, 6dFGS và SDSS (và từ các quan sát khác nhau do Cơ sở dữ liệu ngoài thiên hà của NASA biên soạn) hoặc được suy ra theo hệ đo ảnh từ dải K (2,2 μm). Xanh lam/tím là các nguồn gần nhất (z < 0,01); màu xanh lá cây ở khoảng cách vừa phải (0,01 < z < 0,04) và màu đỏ là nguồn xa nhất mà 2MASS phân giải (0,04 < z < 0,1). Bản đồ được chiếu với diện tích bằng Aitoff trong hệ Ngân hà (Ngân Hà ở trung tâm).

Dựa trên những quan sát chi tiết về hình thái của các thiên hà và cấu trúc lớn trên Vũ trụ về sự phân bố thiên hà và quasar đều cho kết quả khớp với lý thuyết hiện tại về Vụ Nổ Lớn. Bằng cách kết hợp mô hình với dữ liệu thực nghiệm cho thấy những quasar và thiên hà đầu tiên hình thành khoảng 1 tỷ năm sau Vụ Nổ Lớn, và từ đó hình thành lên những cấu trúc lớn cấp vũ trụ, như các đám thiên hà, siêu đám thiên hà hay sợi vũ trụ (cosmic filament) và khoảng trống (void). Những ngôi sao hình thành đầu tiên và tiến hóa trong các thiên hà sớm này (thiên hà hình thành lúc vũ trụ sơ khai) hiện lên rất khác với những ngôi sao trong những thiên hà gần ngày nay (thiên hà trẻ)- ví dụ như về độ kim loại trong thành phần ngôi sao. Thậm chí, hình thái các thiên hà trẻ thuở vũ trụ sơ khai (ở khoảng cách rất lớn) cũng khác so với các thiên hà mới hình thành nhưng ở gần Ngân Hà hơn. Những kết quả này tương phản hoàn toàn với mô hình trạng thái dừng. Theo dõi tiến trình hình thành các ngôi sao, sự phân bố thiên hà và quasar và những cấu trúc lớn hơn, tất cả đều phù hợp tốt với những mô phỏng trên siêu máy tính về sự hình thành và tiến hóa của vũ trụ dựa theo mô hình Vụ Nổ Lớn, đồng thời cũng giúp các nhà vũ trụ học hoàn thiện hơn mô hình lý thuyết của họ.

### Các đám mây khí nguyên thủy
Năm 2011 các nhà thiên văn học tìm thấy chứng cứ mà họ tin rằng đây là những đám mây khí nguyên sơ của vũ trụ nguyên thủy, bằng phân tích vạch hấp thụ trong phổ của các quasar ở xa. Trước khi có khám phá này, mọi thiên thể khác được quan sát đều chứa những nguyên tố nặng hình thành trong lòng các ngôi sao. Tuy nhiên, hai đám mây khí nguyên thủy chỉ chứa các nguyên tố hiđrô và deuteri. Do các đám mây nguyên thủy này không chứa các nguyên tố nặng nào, dường như chúng hình thành từ những phút đầu tiên sau Vụ Nổ Lớn, trong giai đoạn tổng hợp hạt nhân Big Bang. Thành phần của chúng phù hợp với thành phần theo tiên đoán của lý thuyết Vụ Nổ Lớn. Kết quả quan sát này cung cấp chứng cứ trực tiếp về những chu kỳ này của vũ trụ trước khi hình thành lên những ngôi sao đầu tiên, khi hầu hết vật chất sơ khai trong vũ trụ nguyên thủy tồn tại trong những đám mây hiđrô trung hòa.

### Những loại chứng cứ khác
Tưổi của Vũ trụ ước tính từ định luật giãn nở không gian Hubble và độc lập từ bức xạ phông vi sóng CMB đều khớp khá tốt với tuổi của những ngôi sao già nhất, khi được đo bằng cách áp dụng lý thuyết về sự tiến hóa sao trong cụm sao cầu và thông qua phương pháp định tuổi bằng đồng vị phóng xạ của từng sao nhóm II.
Mô hình chuẩn của vũ trụ học tiên đoán nhiệt độ trong CMB cao hơn trong quá khứ cũng được ủng hộ bởi kết quả thực nghiệm quan sát những vạch hấp thụ nhiệt độ cực thấp trong các đám mây khí ở rất xa có dịch chuyển đỏ lớn. Tiên đoán này cũng thể hiện trong biên độ của hiệu ứng Sunyaev–Zel'dovich tại các cụm thiên hà mà biên độ này không phụ thuộc trực tiếp vào dịch chuyển đỏ. Khảo sát cũng đã xác nhận hiệu ứng này ở giá trị thô, bởi vì hiệu ứng này phụ thuộc vào cấu trúc phân bố của các đám thiên hà thay đổi theo thời gian (các thiên hà có động lực chuyển động), khiến cho kết quả đo khó chính xác.

## Liên hệ với những vấn đề trong vật lý

### Bất đối xứng baryon
Người ta vẫn không hiểu tại sao Vũ trụ có nhiều vật chất hơn phản vật chất. Giả thiết đưa ra là, khi vũ trụ còn trẻ và nóng, vũ trụ ở trong một trạng thái cân bằng thống kê và có số baryon bằng số phản baryon. Tuy nhiên, các quan sát cho thấy rằng tất cả vũ trụ đều được tạo thành từ vật chất, ngay cả tại những khoảng cách xa. Các nhà khoa học nêu ra giả thuyết có quá trình nguồn gốc sinh hạt baryon đã tạo ra sự bất đối xứng này. Để quá trình sinh hạt baryon xuất hiện, các điều kiện Sakharov, do Andrei Sakharov đưa ra, cần phải được thỏa mãn. Các điều kiện đó yêu cầu số các baryon không được bảo toàn, tức là đối xứng-C và đối xứng-CP bị vi phạm, và vũ trụ xuất phát từ trạng thái cân bằng nhiệt động. Tất cả những điều kiện này xuất hiện trong Mô hình chuẩn vật lý hạt, nhưng hiệu ứng của nó không đủ mạnh để giải thích sự tồn tại của bất đối xứng baryon. Các nghiên cứu mới về vật lý hạt năng lượng cao cần được tiến hành để giải thích vấn đề trên.

### Năng lượng tối
Những phép đo chi tiết về liên hệ dịch chuyển đỏ–độ sáng biểu kiến đối với các vụ nổ siêu tân tinh loại Ia cho thấy sự giãn nở của không gian Vũ trụ đang gia tốc từ thời điểm khoảng 6-7 tỷ năm trước. Để giải thích sự gia tốc này, bằng sử dụng thuyết tương đối tổng quát các nhà vật lý nhận thấy trong thành phần năng lượng Vũ trụ cần phải có một dạng năng lượng mới xuất hiện dưới dạng áp suất âm, mà họ gọi là "năng lượng tối". Năng lượng tối, dù mới chỉ trên lý thuyết, đã giải quyết được nhiều vấn đề khó. Kết quả từ khảo sát bức xạ phông vi sóng cho thấy hình học của vũ trụ là không gian phẳng, do vậy theo thuyết tương đối rộng Vũ trụ phải hầu như có mật độ giới hạn khối lượng/năng lượng như tiên đoán của lý thuyết. Nhưng khi đo mật độ khối lượng trong Vũ trụ bằng phương pháp thấu kính hấp dẫn của đám thiên hà, các nhà khoa học chỉ thu được khoảng xấp xỉ 30% tỉ số mật độ như lý thuyết tiên đoán. Do mô hình chuẩn vũ trụ học đề xuất rằng năng lượng tối không tụ đám theo cách thông thường, nó là cách giải thích tốt nhất cho sự "thiếu hụt" trong mật độ năng lượng giới hạn. Năng lượng tối cũng giải thích cho hai phương pháp đo hình học về độ cong toàn thể của Vũ trụ, một sử dụng phương pháp thấu kính hấp dẫn, một sử dụng phần đặc trưng trong cấu trúc lớn của vũ trụ.
Một số nhà vật lý cho rằng áp suất âm là tính chất của năng lượng chân không, một dạng thăng giáng chân không lượng tử do nguyên lý bất định Heisenberg; nhưng bản chất chính xác và sự tồn tại của nó vẫn còn là câu hỏi bí ẩn lớn trong mô hình Vụ Nổ Lớn. Ví dụ, một ước lượng thô sơ về mật độ năng lượng chân không theo cơ học lượng tử, sử dụng hằng số hấp dẫn G, hằng số Planck ħ và tốc độ ánh sáng c cho kết quả mật độ năng lượng chân không ρΛ 
{\displaystyle {\rho }_{\Lambda }\approx {\frac {M_{P}c^{2}}{l_{P}^{3}}}}
với MP là khối lượng Planck (~ 1019 GeV/c2) và lP là độ dài Planck (~ 10−33 cm) hay mật độ năng lượng chân không xấp xỉ 10118 GeV/cm³,
và hằng số vũ trụ học đóng góp vào mật độ năng lượng theo thuyết tương đối rộng có dạng 
{\displaystyle \rho _{\Lambda }={\frac {{\Lambda }c^{2}}{8\pi G}}.}
và giá trị mật độ giới hạn năng lượng {\displaystyle \rho _{c}} đo được là 0,5x10−5 GeV/cm³. Giá trị lý thuyết và thực nghiệm đo được chênh lệch nhau cỡ 122 lần bậc độ lớn!
Các nhà khoa học đề xuất một số cách giải thích cho năng lượng tối bao gồm hằng số vũ trụ học và "yếu tố thứ 5". Kết quả thu được từ đội WMAP năm 2008 cho kết quả vũ trụ chứa 73% năng lượng tối, 23% vật chất tối, 4,6% vật chất thông thường và ít hơn 1% neutrino. Thuyết lý thuyết Vụ Nổ Lớn, mật độ năng lượng vật chất giảm khi vũ trụ giãn nở, nhưng mật độ năng lượng tối vẫn là hằng số (hoặc không thay đổi nhiều) khi vũ trụ giãn nở theo thời gian. Do vậy trong quá khứ vật chất thông thường và vật chất tối chiếm tỷ lệ lớn hơn so với giá trị ngày nay, nhưng tỷ lệ này giảm đi theo thời gian và trong tương lai năng lượng tối sẽ lấn át các dạng vật chất dẫn đến sự giãn nở tăng tốc của vũ trụ. Tháng 3 năm 2013, kết quả từ tàu Planck cho kết quả chính xác hơn WMAP và Vũ trụ chứa 68,3% năng lượng tối, 26,8% vật chất tối, 4,9% vật chất thường và neutrino.

### Vật chất tối

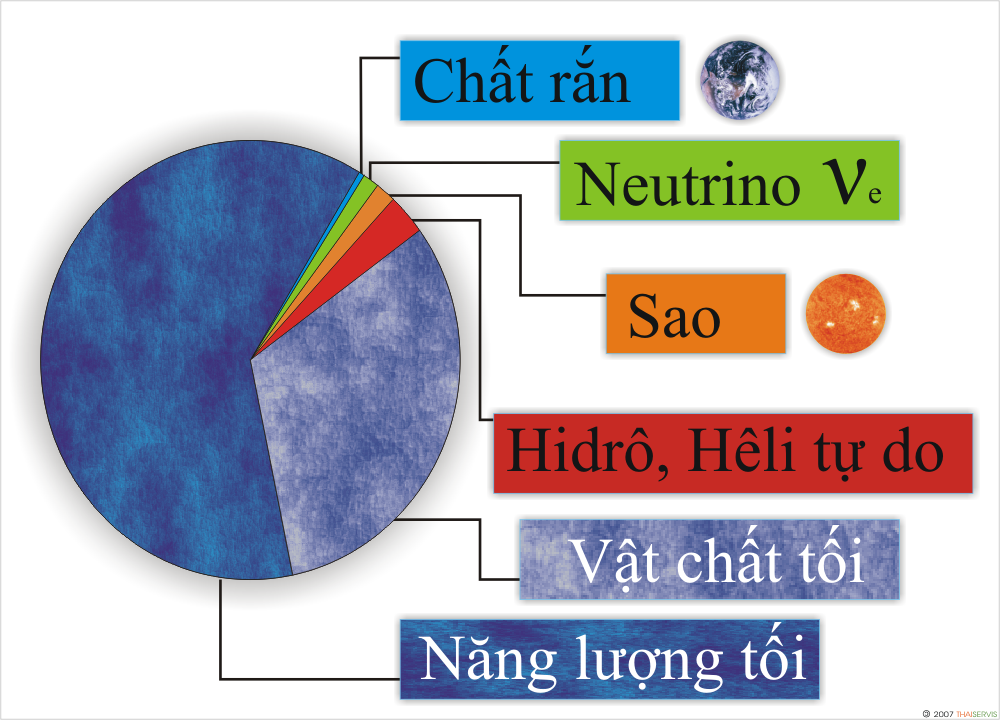
Biểu đồ hình quạt về tỷ lệ các thành phần mật độ năng lượng khác nhau trong Vũ trụ, theo mô hình ΛCDM - khoảng gần 95% dạng vật chất ngoại lai là vật chất tối và năng lượng tối. Vũ trụ chứa 68,3% năng lượng tối, 26,8% vật chất tối, 4,9% vật chất thường và neutrino.

Trong những năm 1970 và 1980 các quan sát thực nghiệm cho thấy rằng không có đủ "vật chất khả kiến" (vật chất quan sát được) để làm cho vật chất trong các thiên hà và giữa các thiên hà để giữ chúng quay bằng lực hấp dẫn. Điều này dẫn đến ý tưởng cho rằng 90% vật chất trong vũ trụ là vật chất ngoại lai không phát ra bước sóng điện từ, không được tạo thành từ các hạt baryon gọi là vật chất tối. Nếu không có giả thuyết về vật chất tối thì không giải thích được tại sao vũ trụ lại quá phẳng và có quá ít deuterium đến thế. Lúc đầu, vật chất tối còn gây tranh cãi nhưng bây giờ nó được chấp nhận rộng rãi và được coi như một phần của mô hình chuẩn Vũ trụ học, nhờ vào các quan sát về tính dị hướng của bức xạ phông vũ trụ, phân bố vận tốc của các đám thiên hà, phân bố cấu trúc trên vĩ mô của vũ trụ, nghiên cứu về thấu kính hấp dẫn, các phép đo tia X về đám thiên hà...
Chứng cứ gián tiếp cho vật chất tối đến từ ảnh hưởng hấp dẫn lên các thiên thể, và chưa có dạng vật chất nào được tìm thấy trong phòng thí nghiệm. Nhiều ứng cử viên trong vật lý hạt cho vật chất tối đã được đề xuất, và đã có một vài dự án nhằm phát hiện chúng trực tiếp.

### Các bài toán

Khi chúng ta nhìn vào CMB nó đã đi được quãng đường 46 tỷ năm ánh sáng. Tuy nhiên khi ánh sáng phát ra từ thời điểm sớm hơn (khi mới 300.000 năm tuổi chẳng hạn), trong thời điểm này ánh sáng chỉ đến được trong phạm vi đường tròn nhỏ giới hạn. Do đó có hai điểm trên hình vẽ sẽ không bao giờ có thể liên hệ nhân quả được với nhau bởi vì hai hình cầu nhỏ không chạm với nhau. (chú ý rằng do Vụ Nổ Lớn xảy ra tại mọi điểm trong không gian, và nên loại bỏ suy nghĩ nó nổ giống như một quả bom phát nổ-cho nên hoàn toàn có thể có hai điểm bị giới hạn về nhân quả như bởi hình vẽ.)

Nói chung có ba bài toán nổi bật từ lý thuyết Vụ Nổ Lớn: bài toán chân trời, bài toán độ phẳng, và bài toán đơn cực từ. Câu trả lời chung nhất cho những bài toán này là mô hình lạm phát; tuy vậy, do lý thuyết này lại nảy sinh các bài toán mới, có những lý thuyết khác đã được đề xuất như "giả thuyết độ cong Weyl".

#### Bài toán chân trời
Bài toán về chân trời phát sinh từ việc thông tin không thể truyền nhanh hơn vận tốc ánh sáng. Trong một vũ trụ có tuổi hữu hạn điều này đặt ra một giới hạn—chân trời hạt— về sự tách biệt của hai vùng không gian bất kỳ có liên hệ nhân quả với nhau. Khi đó tính đẳng hướng của CMB có một thách thức khi xem xét đến liên hệ nhân quả: nếu bức xạ hay vật chất đã từng chi phối Vũ trụ cho đến thời điểm kết thúc kỷ nguyên của giai đoạn tán xạ cuối cùng, chân trời hạt khi đó tương ứng rộng khoảng 2 độ trên bầu trời. Do vậy không có một cơ chế nào khiến một vùng không gian rộng hơn 2 độ phải có cùng nhiệt độ với vùng trong chân trời hạt.
Sự bất hợp lý này có thể được giải quyết bằng lý thuyết lạm phát, lý thuyết này cho rằng có một trường năng lượng vô hướng đồng nhất và đẳng hướng thống trị vũ trụ tại thời điểm sớm (trước khi hình thành baryon). Trong giai đoạn lạm phát, vũ trụ trải qua sự tăng thể tích theo hàm mũ, và chân trời hạt mở rộng nhanh hơn so với người ta từng giả sử, do vậy những vùng hiện nay trên bầu trời ở hai phía ngược nhau vẫn nằm trong chân trời hạt của nhau. Kết quả quan sát về tính đẳng hướng của CMB cho thấy một thực tế là những vùng không gian lớn hơn có liên hệ nhân quả với nhau trước khi bắt đầu giai đoạn lạm phát.
Nguyên lý bất định Heisenberg tiên đoán rằng trong giai đoạn lạm phát sẽ có một sự thăng giáng nhiệt lượng tử, mà có thể phóng đại trên phạm vi vũ trụ. Lý thuyết lạm phát tiên đoán rằng thăng giáng nhiệt nguyên thủy có giá trị rất gần với bất biến vô hướng và tuân theo phân bố Gauss, mà đã được xác nhận bằng thực nghiệm đo đạc CMB.
Và nếu thực sự xảy ra giai đoạn lạm phát, sự giãn nở thể tích theo hàm mũ sẽ đẩy một số vùng không gian vượt ra ngoài chân trời của vũ trụ quan sát được.

#### Bài toán độ phẳng

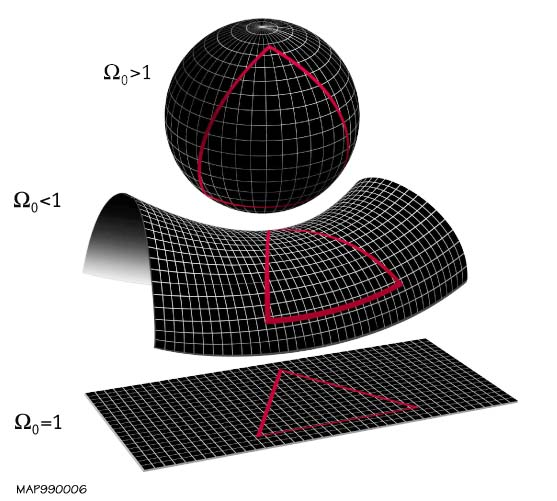
Hình học toàn cục của vũ trụ được xác định bởi tham số mật độ Omega lớn hơn, bằng hoặc nhỏ hơn 1. Theo thứ tự từ trên xuống tương ứng với các giá trị Omega là vũ trụ đóng (dạng cầu) với độ cong hình học dương, vũ trụ mở (dạng hyperbol) với độ cong âm và vũ trụ phẳng với độ cong bằng 0.

Bài toán độ phẳng là một vấn đề quan sát thực nghiệm kết hợp với các tham số trong mêtric Friedmann–Lemaître–Robertson–Walker. Hình học của vũ trụ có thể có độ cong không gian dương, âm, hay bằng 0 phụ thuộc vào tổng mật độ năng lượng của nó. Trong phương trình Friedmann, nếu đặt độ cong k và hằng số vũ trụ học Λ bằng 0 thì ta thu được mật độ giới hạn {\displaystyle \rho _{c}} và
{\displaystyle \rho _{c}={\frac {3H^{2}}{8\pi G}}.}
tham số mật độ {\displaystyle \Omega } được định nghĩa bằng tỷ số giữa mật độ quan sát được {\displaystyle \rho } và mật độ giới hạn {\displaystyle \rho _{c}} 
{\displaystyle \Omega \equiv {\frac {\rho }{\rho _{c}}}={\frac {8\pi G\rho }{3H^{2}}}.}
Độ cong có giá trị âm nếu {\displaystyle \rho <\rho _{c}}, giá trị dương nếu lớn hơn, và bằng 0 nếu {\displaystyle \rho =\rho _{c}}, và tương ứng với không gian phẳng. Vấn đề ở đây là bất kỳ một sự nhiễu loạn nhỏ lệch khỏi giá trị mật độ giới hạn sẽ bị tích lũy theo thời gian, trong khi đó Vũ trụ ngày nay có hình học gần với hình học không gian phẳng. Bản chất độ lệch theo thời gian của vũ trụ khỏi hình học phẳng có thể xuất hiện từ thời điểm Planck, lúc 10−43 giây, và trên thực tế Vũ trụ đã không tiến hóa thành các kịch bản "cái chết nhiệt" hoặc "Vụ Co Lớn" sau hàng tỷ năm cần được các nhà khoa học làm sáng tỏ. Ví dụ, ngay cả khi Vũ trụ mới được vài phút tuổi (thời điểm diễn ra tổng hợp các hạt nhân nhẹ), mật độ trong vũ trụ phải nằm trong giá trị một phần 1014 của giá trị mật độ giới hạn, nếu không Vũ trụ không thể giãn nở ra thành trạng thái như ngày nay (nếu giá trị lớn hơn, lực hấp dẫn sẽ đủ mạnh để hút mọi vật chất về nhau).
Một cách giải quyết vấn đề mật độ giới hạn theo lý thuyết lạm phát là: trong giai đoạn lạm phát, không thời gian giãn nở rất nhanh làm trơn phẳng độ cong hình học của không gian. Do vậy, lý thuyết cho phép sự lạm phát đã khiến cho Vũ trụ có cấu trúc hình học gần như là phẳng như ngày nay, hay mật độ vật chất của nó gần bằng xấp xỉ mật độ giới hạn trong lý thuyết Vụ Nổ Lớn.

#### Đơn cực từ
Đơn cực từ là một trong những phản đề xuất hiện vào cuối những năm 1970. Lý thuyết thống nhất lớn tiên đoán các sai hỏng điểm trong không gian có vai trò như các đơn cực từ có mật độ cao hơn mật độ mà các quan sát thu được, và cho đến nay, chưa tìm thấy một đơn cực từ nào. Bài toán này cũng được giải bằng lý thuyết lạm phát, loại bỏ tất cả các sai hỏng điểm tương tự như giải quyết bài toán về độ phẳng của vũ trụ ở phần trước..

## Tương lai của lý thuyết Vụ Nổ Lớn

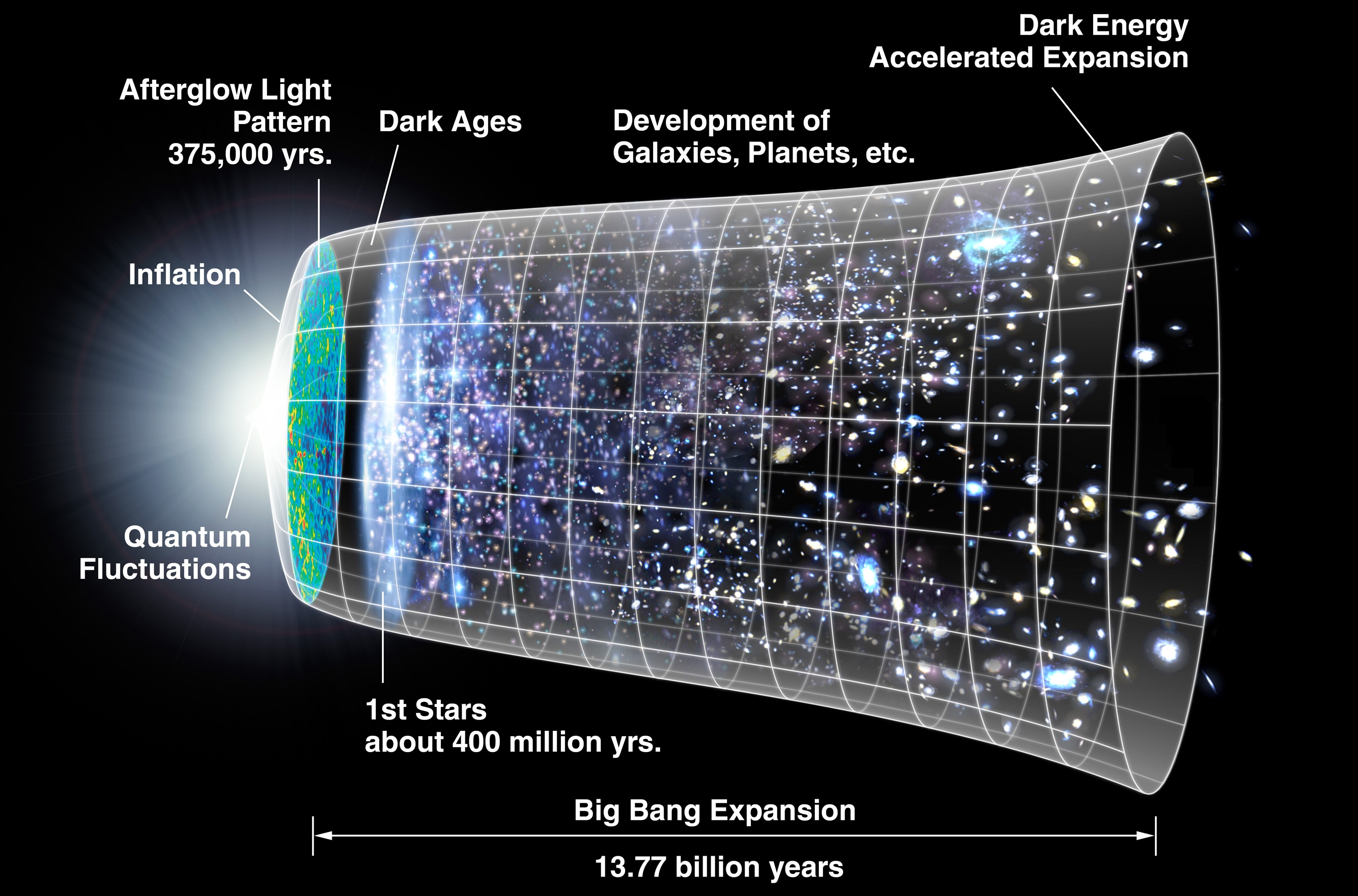
Minh họa sự giãn nở của Vũ trụ, không gian (bao gồm những miền không quan sát được trong vũ trụ) được biểu diễn tại mỗi thời điểm bằng mặt cắt hình tròn. Chú ý phía bên trái hình có một sự giãn nở lớn (không theo tỷ lệ) xuất hiện trong kỷ nguyên lạm phát, và là tâm của sự giãn nở gia tốc. Hình ảnh CMB từ tàu WMAP được chèn vào phía trái cũng như các ngôi sao, thiên hà xuất hiện ở những thời điểm thích hợp.

Trước khi phát hiện ra có tồn tại dạng năng lượng là năng lượng tối, các nhà vũ trụ học đề xuất ra hai kịch bản cho tương lai của Vũ trụ. Nếu mật độ khối lượng của Vũ trụ lớn hơn mật độ giới hạn, thì sẽ có thời điểm Vũ trụ đạt đến thể tích cực đại và bắt đầu co sụp lại. Nó sẽ bắt đầu nóng hơn và đậm đặc hơn, và kết thúc ở trạng thái tương tự như thời điểm bắt đầu—Vụ Co Lớn. Kịch bản khác, nếu mật độ vật chất trong Vũ trụ bằng hoặc nhỏ hơn mật độ giới hạn, thì sự giãn nở không gian Vũ trụ sẽ chậm dần nhưng không bao giờ dừng lại. Quá trình hình thành sao sẽ dần dần tiêu thụ hết các đám mây phân tử hoặc các đám mây liên sao trở lên quá loãng khi Vũ trụ giãn nở để có thể tập trung lại hình thành các sao mới trong thiên hà; theo thời gian các sao sẽ đốt hết nhiên liệu và trở thành sao lùn trắng, sao neutron, và lỗ đen. Theo thời gian các lỗ đen có thể va chạm và sáp nhập thành những lỗ đen lớn hơn. Nhiệt độ của Vũ trụ sẽ giảm tiệm cận đến độ không tuyệt đối—"Trạng thái nguội lạnh lớn". Hơn nữa, nếu proton được tiên đoán sẽ phân hủy như lý thuyết thống nhất lớn là đúng, thì sau một thời gian dài vật chất baryon sẽ biến mất, chỉ còn lại bức xạ và lỗ đen. Thậm chí thời gian lâu, các lỗ đen cũng có thể bốc hơi do bức xạ Hawking trên lý thuyết. Và entropy của Universe sẽ tăng tới điểm mà không thể lấy được một dạng năng lượng nào từ Vũ trụ, hay là kịch bản "Cái chết nhiệt".
Những khảo sát hiện đại phát hiện ra vũ trụ giãn nở đang gia tốc hàm ý rằng nhiều vùng trong Vũ trụ quan sát được sẽ dần vượt qua chân trời sự kiện và chúng ta không quan sát được những vùng này. Kết quả cuối cùng như thế nào thì các nhà khoa học không chắc. Mô hình chuẩn Lambda-CDM của Vũ trụ chứa năng lượng tối theo dạng hằng số vũ trụ học. Lý thuyết này gợi ra rằng chỉ những hệ có liên hệ hấp dẫn với nhau, như sao trong thiên hà, sẽ vẫn ở cùng nhau, và chúng sẽ chịu cái chết nhiệt khi vũ trụ nở ra và lạnh đi. Có người cũng đề ra cách giải thích khác cho năng lượng tối, gọi là lý thuyết năng lượng bóng ma (phantom energy), với trạng thái sau cùng là mọi hạt nhân, nguyên tử trong hành tinh, sao, đám mây khí sẽ bị xé toạc ra-khi sự giãn nở ngày càng tăng- gọi là "Vụ Xé Lớn" (Big Rip)".

## Vật lý vượt phạm vi lý thuyết Vụ Nổ Lớn
Khuôn khổ lý thuyết và những nét khái quát của Vụ Nổ Lớn đã được kiểm nghiệm phù hợp khá tốt với thực nghiệm, trong tương lai có thể nó sẽ được tinh chỉnh các tham số trong mô hình. Chúng ta vẫn biết rất ít về thời điểm sớm nhất trong lịch sử Vũ trụ. Các phương trình phi lượng tử của thuyết tương đối rộng có hệ quả tồn tại một điểm kì dị hấp dẫn trong lúc vũ trụ sơ khai, mặc dù kết luận này phụ thuộc vào một vài giả sử. Hơn nữa, thuyết tương đối rộng cũng như các lý thuyết lượng tử mất hiệu lực tiên đoán trước khi Vũ trụ đạt tới nhiệt độ Planck, và để hiểu được thời điểm này các nhà vật lý cần một lý thuyết hấp dẫn lượng tử có thể tránh được điểm kì dị này.
Các nhà khoa học đã đề xuất ra một số thuyết nhưng chưa được kiểm chứng bao gồm:
- Mô hình điều kiện không biên Hartle–Hawking trong đó toàn bộ không thời gian là hữu hạn; Vụ Nổ Lớn cho thấy thời gian là hữu hạn nhưng không cần thiết phải có điểm kì dị. Điểm kì dị Vụ Nổ Lớn có thể hình dung là cực bắc địa cầu, và nói trước cực bắc địa cầu là cái gì (giống như trước thời điểm kì dị Big Bang là gì) trở lên không có ý nghĩa.[100]
- Mô hình dàn (lattice) Vụ Nổ Lớn cho rằng Vũ trụ tại thời điểm Big Bang chứa vô hạn dàn hạt fermion chứa những miền tính chất cơ bản như cho phép các hạt quay, tịnh tiến và đối xứng gauge. Đối xứng này là đối xứng lớn nhất có thể và từ đó có trạng thái entropy thấp nhất.[101]
- Mô hình vũ trụ Brane (màng) trong đó giai đoạn lạm phát là do sự di chuyển của các brane trong lý thuyết dây; các mô hình tiền Big Bang; mô hình ekpyrotic, trong đó Vụ Nổ Lớn là kết quả của sự va chạm giữa các brane; và mô hình xiclic (cyclic model), một biến thể của mô hình ekpyrotic trong đó sự va chạm xảy ra tuần hoàn. Trong mô hình sau Vụ Nổ Lớn sẽ được tiếp nối bởi Vụ Co Lớn và Vũ trụ tiến hóa theo chu kỳ này một cách vô hạn trong thời gian.[102][103][104][105]
- Mô hình lạm phát vĩnh hằng, ở đây sự lạm phát phổ quát kết thúc trong phạm vi cục bộ và có những tiến trình ngẫu nhiên (hay mỗi loại có những hằng số vật lý riêng biệt, như c, G và h có giá trị khác với giá trị trong Vũ trụ chúng ta), tương ứng với một vũ trụ bong bóng đang giãn nở từ mỗi vụ nổ lớn của riêng chúng.[106][107]

Những đề xuất trong hai mô hình cuối cho lý thuyết hậu Vụ Nổ Lớn được cho là Vũ trụ nhúng trong một "vũ trụ" lớn hơn, hay đa vũ trụ.

## Giải thích theo triết học và tôn giáo
Là một lý thuyết về nguồn gốc hình thành Vũ trụ, ngoài mô hình Vụ Nổ Lớn còn có những cách giải thích thuần túy triết học và tôn giáo về sự khai sinh của Vũ trụ. Kết quả là nó là lĩnh vực sống động nhất có sự tranh luận xoay quanh khoa học và tôn giáo. Một số người tin rằng Vụ Nổ Lớn hàm ý đấng sáng tạo,
trong khi những người khác thiên về khoa học nói vũ trụ học Big Bang khiến chúng ta không cần đến một đấng sáng tạo nào.

### Sách
- Kolb, E.; Turner, M. (1988). The Early Universe. Addison–Wesley. ISBN 0-201-11604-9.
- Peacock, J. (1999). Cosmological Physics. Cambridge University Press. ISBN 0-521-42270-1.
- Schutz, Bernard (ngày 31 tháng 5 năm 2009). A First Course in General Relativity (ấn bản thứ 2). Cambridge University Press. ISBN 0-521-88705-4.
- Woolfson, M. (2013). Time, Space, Stars and Man: The Story of Big Bang (2nd edition). World Scientific Publishing. ISBN 978-1-84816-933-3.